# 京成バス長沼営業所

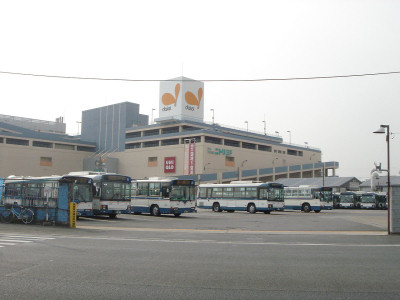
草野車庫

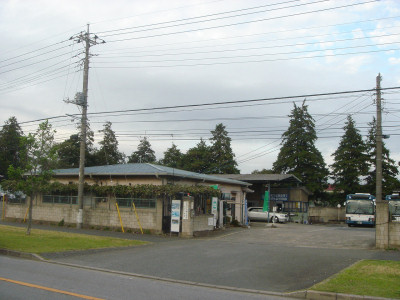
旧・花見川車庫

京成バス長沼営業所（けいせいバスながぬまえいぎょうしょ）は、千葉県千葉市稲毛区長沼町に位置し、千葉市稲毛区、花見川区、美浜区、佐倉市、八千代市、四街道市内の各路線を所管している京成バスの営業所で、かつては船橋市や習志野市にも路線を有していた。社内の営業所記号はNを用いる。ナンバーは千葉である。
いくつもの住宅輸送路線を抱えており、全長の長い車両などが配置されていることも特徴の1つである。
過去には3扉の車両も多く配置されていたが、1990年代後半以降は低床式車両になったためか新規には投入されず、通常の2扉車での置き換えとなった。

## 沿革

### 千葉 - 長沼間のバスと八千代方面への拡張

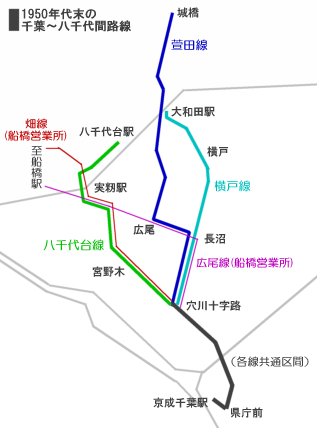
1950年代末の千葉 - 八千代間路線

長沼営業所は、1969年（昭和44年）にそれまで千葉営業所の配下にあった草野車庫を分離独立し、営業所としたものである。

営業所のある長沼に初めてバスが走ったのは、戦前の1933年（昭和8年）と早く、これは当時千葉駅 - 穴川間の路線を運行していた千葉市街自動車がこの路線を延長し、千葉駅 - 長沼間の運行を始めたことによる。その後、陸上交通事業調整法に基づく戦時の交通統制により、1944年に京成が同社を併合し、路線は京成の千葉営業所に引き継がれた。以後、長沼営業所開設までの20余年に渡って、千葉営業所の管理の下で千葉市西北部から八千代に至る地域の路線拡充が図られることとなる。

終戦を経て1950年代に入るとまもなく、京成は千葉 - 長沼線を広尾へと延長したのち、柏井橋経由で八千代方面へ延長し、1954年からは萱田線の線名で城橋（現八千代市の萱田と麦丸の境）まで運行するようになった。また、1956年には横戸線（京成千葉駅 - 長沼 - 横戸 - 大和田駅）が開通、八千代台駅設置後の1957年には八千代台線（京成千葉駅 - 宮野木 - 実籾駅 - 八千代台駅）が開通し、鉄道での行き来が不便な千葉 - 八千代間の連絡が強化されていった。
なお、これらの路線は、京成千葉駅を起点に国鉄千葉駅（当時の所在地は要町の現千葉市民会館付近）を経由して運行していたが、特筆すべき点として、昭和30年代頃まで両駅間が大和橋や県庁前に迂回するルートとなっていたことが挙げられる。これは、県庁への足を確保することはもとより、当時これらの地区が商業・行政の中心地としてにぎわっていたための措置であり、並行する船橋営業所の広尾線、畑線も同様であった。

### 住宅輸送路線の拡充と長沼営業所の開設
同じ頃、千葉市では郊外の軍事施設跡地や山林・農地であったところに徐々に新しい住宅地の建設が始まった。前記の市外へ向かう路線と並行して市内路線の整備も進められ、これら新住宅のそばを通るものもいくつか開設されている。1954年に開通した穴川線（穴川十字路 - 弥生町 - 西千葉駅 - 大学病院）は轟町市営住宅の西側を通り、黒砂線（京成稲毛駅 - 黒砂町 - 西千葉駅 - 大学病院）は1957年に公団稲毛団地（稲毛台町）の前を通るルートで開通したのち園生市営住宅まで延長、1958年には検見川線（京成千葉駅 - 千葉海岸 - 新検見川駅 - 畑小学校）が花園町の戸建て住宅地を通るルートで開通した。もっとも、これらの路線はルートを見てもわかるように、住宅地の輸送だけを目的としたものではない。逆に言えば、この頃の住宅地はこのような輸送方法で十分対応しえる規模のものであった。
しかし、1960年代の半ば頃より、戸数が数千戸に上るような大規模団地が計画されるようになり、特に東京への通勤に便利な千葉市西部では次々に造成が進められた。こうしたところでは、団地の輸送に特化した路線を開設しなければラッシュ時の需要に対応できないうえ、従来のような千葉の中心市街地を目指すルートではなく、最寄り駅にダイレクトに至る路線が求められた。これらを背景に、宮野木市営住宅への足となる宮野木線（京成稲毛駅 - 宮野木）の開通をきっかけとして、昭和40年代に入ると千草台団地線（西千葉駅 - 千草台団地）、あやめ台団地線（京成稲毛駅 - あやめ台団地）、勝田台団地線（勝田台駅 - 勝田台団地循環）、こてはし団地線（勝田台駅 - こてはし団地）、さつきが丘団地線（新検見川駅 - さつきが丘団地）、ファミールハイツ線（京成稲毛駅 - ファミールハイツ）と、急速に団地輸送路線の拡充が図られた。なお、京成宮野木団地（京成団地）の輸送は黒砂線の延長により対応されたが、路線を分割（市街地側を分離）して全体の長さを短くする措置が取られている。こうした中、1969年に長沼営業所が開設された。

### 花見川車庫の編入と再分割
長沼営業所はしばらく草野車庫のみを管轄していたが、周辺エリアの住宅地造成による路線新設や1991年の千葉都市モノレール開業による運行形態見直しなど数々の路線再編を経て、2000年（平成12年）から旧佐倉営業所の下にあった花見川車庫を配下に加えた。
 

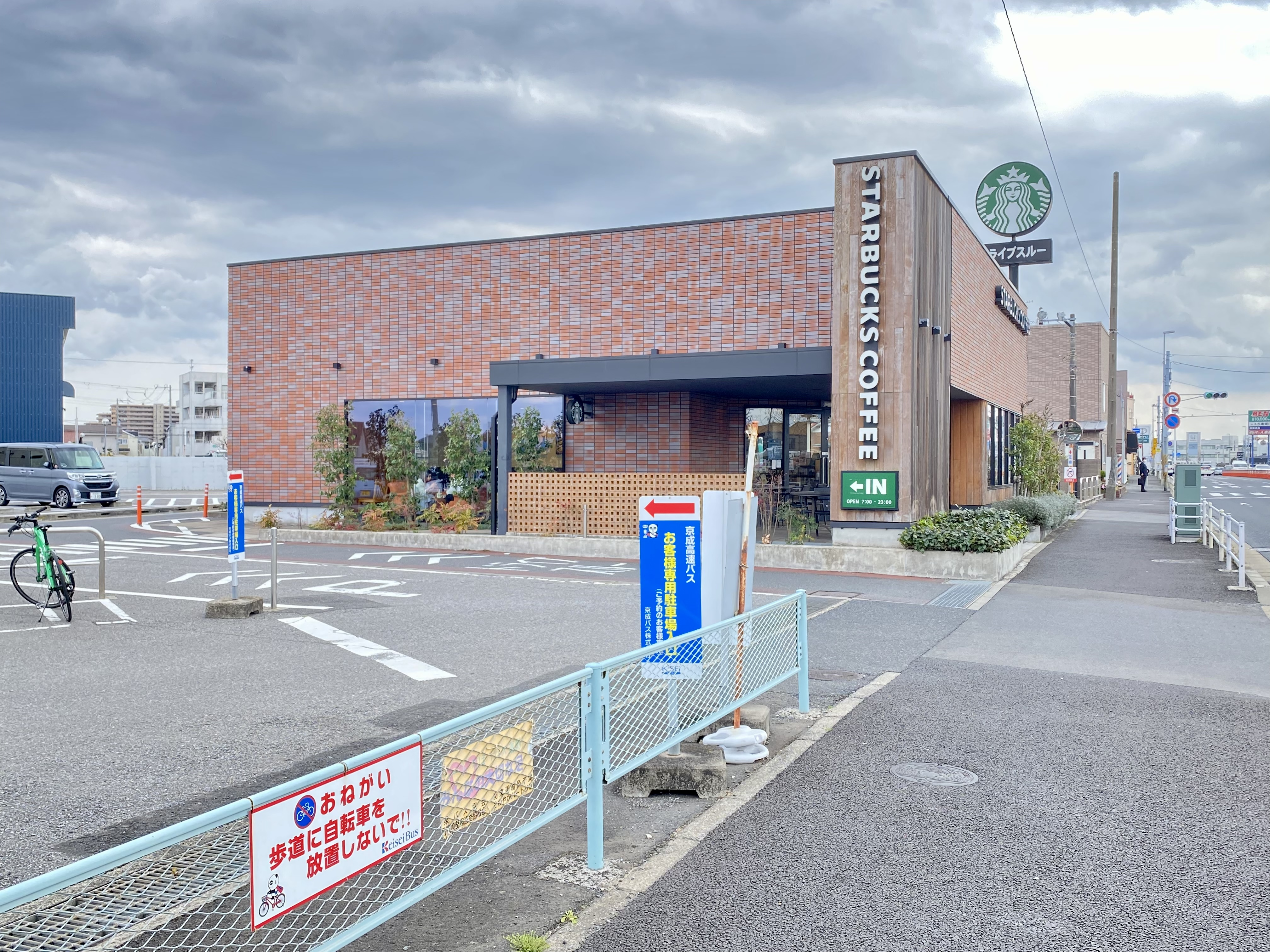
長沼営業所の規模縮小により、分車庫跡地はスターバックスコーヒーと高速バスのパーク&ライド用駐車場に転用となった。

2000年に入ると佐倉市とその周辺を担当する佐倉営業所（田町車庫）が京成バス本体を離れることになり、子会社ちばグリーンバスが設立された。一方、同じ佐倉営業所管轄である花見川車庫は引き続き京成が受け持つことになったが、距離的に近い長沼営業所の管轄に変更された。こうして、2000年7月16日以降は花見川団地線や花見川南線、角栄団地線が花見川車庫の担当となり、その他の佐倉営業所の路線、すなわち田町車庫担当路線がちばグリーンバスによって運行されるようになった。しかし、ちばグリーンバスは佐倉市内を中心に担当することになったが、赤字路線の割合が高く、乗客の動向変化も相まって不採算路線の整理がその後も順次進められていった一方、佐倉市内の一般路線で唯一京成バスに残っていた角栄団地線は比較的輸送密度が高かったが、志津駅南口に乗り入れる他の路線バスはちばグリーンバスのみで、他の京成バスの路線とは孤立した存在となっていた。

このような状況の中で、2012年10月16日より角栄団地線がちばグリーンバスに移管されることになり、担当の車庫もちばグリーンバス設立前と同じ田町車庫となった。結果的に佐倉市内の京成バスの一般路線は消滅し、マイタウン・ダイレクトバス千葉北・四街道ルートのみが残っている（その千葉北・四街道ルートも2019年3月28日をもって撤退し、京成バスは佐倉市から完全に撤退する事となった）。そして、2012年12月23日には残りの花見川団地線、花見川南線、実籾線が習志野出張所の開設により、これらの路線を習志野出張所に移管し、花見川車庫はバスの折り返し場、乗務員の休憩所としての機能のみとなった。
なおこれ以前にも船橋営業所（花輪・三山両車庫。現・新都心営業所習志野出張所）との路線の交換が行われていて、一時期はJR総武線津田沼駅への系統も担当していたことがある。

## 現行路線

### あやめ台団地線
- 稲01：稲毛駅 - 女子高校 - 穴川十字路 - 穴川駅 - スポーツセンター駅 - スポーツセンター - あやめ台団地 - ワンズモール - 草野車庫
- 稲02：稲毛駅 - 女子高校 - 穴川十字路 - 穴川駅 - スポーツセンター駅 - スポーツセンター - （あやめ台団地非経由） - ワンズモール - 草野車庫 - 長沼 - 犢橋高校入口 - こてはし団地
- 稲02：草野車庫 - 犢橋高校入口 - こてはし団地
- 稲03：稲毛海岸駅 - （稲毛駅非経由） - 穴川十字路 - 穴川駅 - スポーツセンター駅 - スポーツセンター - あやめ台団地 - ワンズモール - 草野車庫
- 稲04：稲毛駅 - 女子高校 - 穴川十字路 - 穴川駅 - スポーツセンター駅 - スポーツセンター - （あやめ台団地非経由） - ワンズモール - 草野車庫 - 長沼 - 犢橋高校入口 - 犢橋高校 職員玄関前ロータリー（犢橋高校入学試験実施日・一日体験入学実施日のみ運行[2]※ 犢橋高校構内に入構する為、『犢橋高校入口〜犢橋高校』間は中学生以外利用不可）
- 稲06：稲毛駅 - 女子高校 - 穴川十字路 - 穴川駅 - スポーツセンター駅 - スポーツセンター - （あやめ台団地非経由） - ワンズモール - 草野車庫 - 長沼 - 犢橋高校入口 - いきいきプラザ
- 稲01深夜：稲毛駅 → 女子高校 → 穴川十字路 → 穴川駅 → スポーツセンター駅 → スポーツセンター → あやめ台団地 → ワンズモール → 草野車庫 （平日深夜のみ）
- 直通：稲毛駅 → （無停車） → スポーツセンター駅 → スポーツセンター（千葉県総合スポーツセンターにて大規模な大会が開催される時のみ運行）
- 直通：稲毛駅 - （無停車） - 犢橋高校 職員玄関前ロータリー（犢橋高校入学試験実施日・一日体験入学実施日のみ運行[2] ※ 犢橋高校構内に入構する為、中学生以外利用不可）
  - 1967年頃：京成稲毛駅 - 稲毛駅 - あやめ台団地を開通。
  - 昭和：稲毛駅 - あやめ台団地 - 草野車庫に延長。
  - 1986年4月：稲毛駅 - あやめ台団地 - こてはし団地を開通。
  - 1996年4月27日：こてはし団地便があやめ台団地非経由となる。
  - 2010年10月1日：稲毛海岸駅 - 草野車庫を開通。
  - 2014年3月13日：犢橋高校の入試過客対応により、稲04系統犢橋高校 → 稲毛駅を臨時運行。
  - 2014年4月1日：稲02系統犢橋高校入口便を運行開始。入試対応便は稲04系統から臨時直通バスに変更。
  - 2017年3月1日：稲02系統稲毛駅 - 犢橋高校入口便をあやめ台団地経由に変更した上でいきいきプラザまで延長し、新たに稲06系統として運行開始。
  - 2018年9月16日：稲06系統があやめ台団地非経由となる。
  - 2021年2月24日：新型コロナウィルス感染拡大を受け、車内混雑緩和のため、犢橋高校入試便を直通便と稲04系統の2系統運行。稲04系統の運行は2014年以来であり、犢橋高校行きは初運行となる。
  - 2023年1月16日：稲01系統の稲毛駅方面の便が「萩台入口」停留所を通過となる。

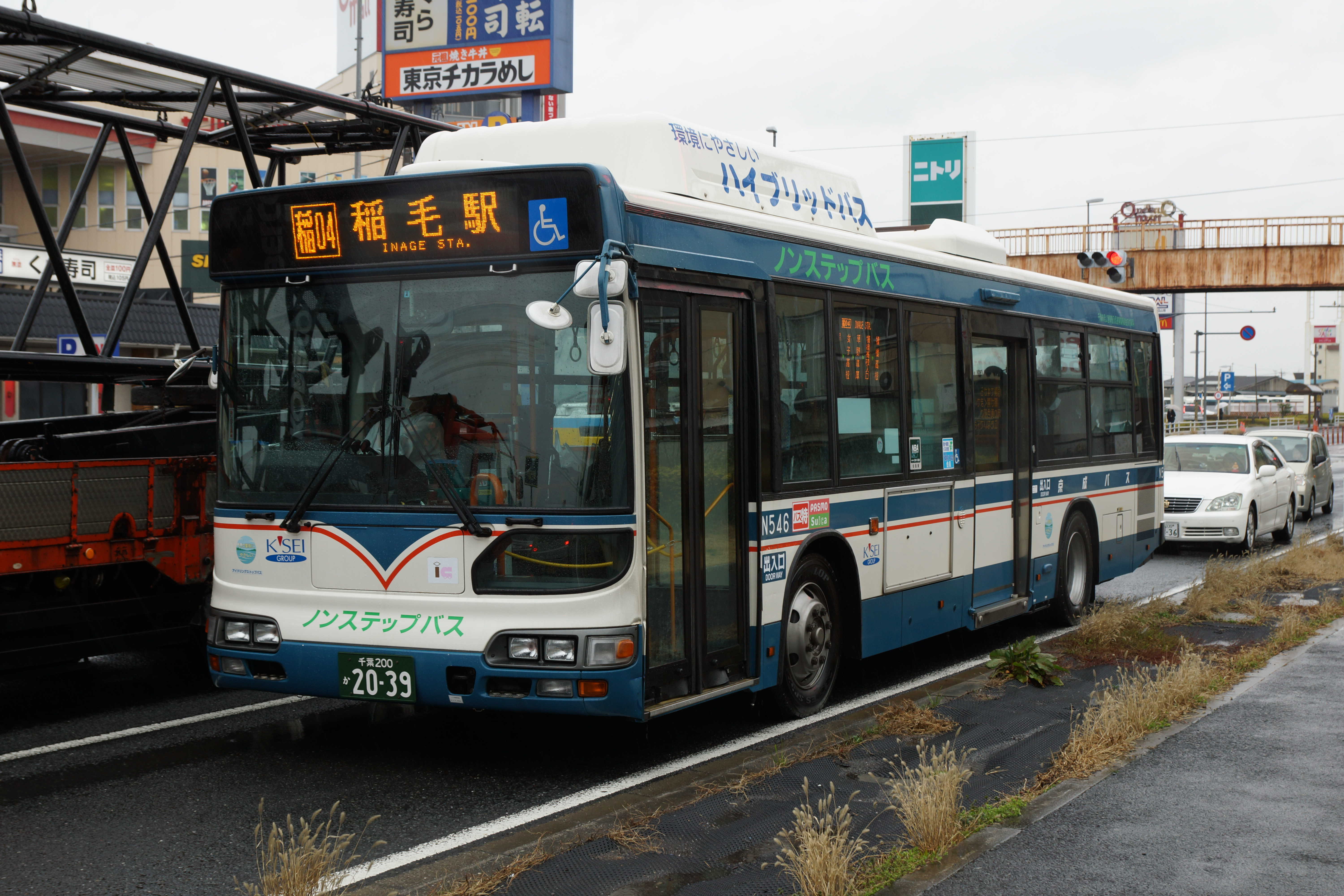
2014年3月13日に運行された稲04

稲毛駅・稲毛海岸駅から穴川、国道16号方面へ向かう路線である。稲毛駅を発着する京成バスの中では本数が多く、頻繁に運行しており長沼営業所のメイン路線の一つである。稲01・稲02を合わせて日中でも毎時 6 - 7 本程度の高頻度運行である。このうちあやめ台団地の団地内に乗り入れるのは稲01で毎時 4 - 5 本程度。以前は稲06も乗り入れていたが現在は乗り入れていない。あやめ台団地非経由でこてはし団地まで向かう稲02が毎時 1 - 2 本程度の運行であり、それ以外は稲01系統の運行である。以前は日中に老人福祉施設であるいきいきプラザまで向かう稲06が毎時 1 - 2本程度運行されていたが、1日数本のみに減便された。2018年12月16日のダイヤ改正で減便基調のダイヤ改正が行われ、特に休日ダイヤでは稲02は毎時1本程度まで減便された。
線名となっているあやめ台団地はスポーツセンター近くの国道16号沿いにある。団地前の国道にはいくつかの路線が走っているが、前述の通り、稲01・稲06系統のほかと稲毛海岸駅と草野車庫を結ぶ稲03だけである。但し稲03系統はルートの関係で稲毛駅は経由しない。1986年より、深夜バスも運行している。
2010年10月1日より京葉線方面からのスポーツセンターへのアクセスやあやめ台団地・国道16号方面からの京葉線方面へのアクセスとして稲03の運行を開始（穴川十字路〜稲毛海岸駅は途中無停車）。運行開始当初は平日にも運行していたが現在は土曜日のみの運行であり、更に2022年10月からは夕方の1往復のみとなっている。
あやめ台団地自治会の発行する「あやめ台30年のあゆみ」によれば、開通当初は13分間隔と本数が少なく、停留所に長蛇の列ができることもあり、増発の要求が再三行われていたということである。また、団地の中学生の通学路線を兼ねた千草台団地経由・千葉駅方面への路線の新設を自治会が求めたこともあったが、実現しなかった。

### 八千代台線
- 八千10：いきいきプラザ→（鉄工団地・花島公園非経由）→花見川公園→八千代台駅
- 八千11：八千代台駅→花見川交番→（花島公園非経由）→鉄工団地→いきいきプラザ
- 八千12：八千代台駅 - 花見川交番 - 花島公園 - （鉄工団地非経由） - いきいきプラザ
  - 1957年6月10日：八千代台駅西口 - 高津新田 - 実籾駅 - 長作新田 - 畑小学校 - 穴川十字路 - 前・京成千葉駅東口を開通。
  - 昭和40年代：八千代台駅東口 - 京成ガード際 - 実籾駅 - 長作新田 - 畑小学校 - 前・京成千葉駅および八千代台駅 - 千葉幼稚園 -  長作新田 - 広尾 - 長沼 - 前・京成千葉駅に変更。花見川団地内非経由。
  - 1969年8月20日：京成千葉駅西口ターミナル発着に変更。
  - 昭和50年代：畑経由便を千葉幼稚園経由に変更。
  - 昭和50年代：全便花見川団地経由となる。
  - 1991年6月12日：広尾経由便をスポーツセンター駅までに短縮。畑経由便が稲毛駅までに短縮され、花見川担当となる。
  - 1999年4月27日：八千代台駅 - （花見川交番非経由） - 新天戸 - 鉄工団地 - いきいきプラザを開通。スポーツセンター駅便は1往復だけとなる。
  - 1999年7月16日：いきいきプラザ便を花見川交番経由に変更。
  - 2014年3月17日：スポーツセンター駅便をいきいきプラザ経由草野車庫便に変更し、鉄工団地非経由便を運行開始。
  - 2021年3月16日：八千10系統を新設。八千11系統の「いきいきプラザ」～「草野車庫」間廃止。

八千代台線は、八千代台駅と老人福祉施設であるいきいきプラザおよびスポーツセンター駅を結ぶ路線である。もともと、八千代台駅と京成千葉駅を結ぶ路線として八千代台駅開設の翌年に開通したもので、当時は実籾駅を経由して運転されていた。その後、度重なるルート変更を経て、1991年のモノレール開通時にスポーツセンター駅発着となり、以南は千葉営業所所管の穴川線となった。かつては1時間に1本ほどの設定があったが利用者は少なく、1999年にいきいきプラザ発着便の新設（萱田線の中型車を転用していた）によって抜本的に路線が見直されてスポーツセンター駅発着は1日1往復のみになり、2014年に廃止された。なお穴川線はその後ちばシティバスに移管され、2016年にスポーツセンター駅発着便が廃止されている。2021年には、鉄工団地、花島公園のどちらも経由しない八千10系統が新設された。

### 京成団地線、宮野木小学校線
- 稲11：稲毛駅 - 市立高校 - 園生台公園入口 - 京成団地（京成団地線）
- 稲13：稲毛駅 - 市立高校 - 園生台公園入口 （← 京成団地） - 宮野木小学校 - 千葉北高校 - 草野車庫（京成団地線）
- 稲11深夜：稲毛駅 → 市立高校 → 園生台公園入口 → 京成団地（京成団地線・平日深夜のみ）
- 稲12：稲毛駅 - 第二あやめ入口 - 宮野木小学校 - 千葉北高校 - 草野車庫（宮野木小学校線）
- 稲12急行：稲毛駅 ← （無停車） ← 熊野神社 ← 宮野木小学校 ← 千葉北高校 ← 草野車庫（宮野木小学校線・平日早朝のみ）
- 稲13深夜：稲毛駅 → 市立高校 → 園生台公園入口 → 京成団地入口 → 千葉北高校 → 草野車庫（京成団地線・平日深夜のみ）

- - 1957年6月25日：黒砂線（大学病院 - 京成千葉駅 - 商高前 - 西千葉駅 - 黒砂町 - 京成稲毛駅）が開通。
  - 昭和30年代：大学病院 - 京成稲毛駅 - 園生市営住宅（現・小仲台保育所入口）に延長。延命寺 - 園生市営住宅便ができる。
  - 昭和40年代：西千葉駅 - 黒砂町 - 警察学校前 - 京成稲毛駅 - 園生市営住宅 - 京成団地に変更。京成団地線となる。千葉側は延命寺線となる（現在はルートを変更し、都町中通り線となる）。
  - 昭和40年代：京成稲毛駅 - 園生市営住宅 - 京成団地に短縮。
  - 昭和40 - 50年代：穴川経由便（稲毛駅 - 穴川十字路 - 第二あやめ入口 - 京成団地）を開通。
  - 平成：稲毛駅 - 園生市営住宅 - 京成団地に短縮。穴川経由便が廃止。
  - 2003年8月1日：稲毛駅 - 園生市営住宅 - 宮野木小学校が開通。
  - 2005年9月25日：稲12系統を第二あやめ入口経由に変更。宮野木小学校 - 草野車庫を延長。増便。
  - 2006年6月5日：稲11・12系統において園生町交差点・熊野神社経由の急行便を運行開始。平日早朝・稲毛駅方向のみ。
  - 2016年3月1日：「園生市営住宅」停留所を「小中台保育所入口」に改称。
  - 2017年3月1日：稲11系統早朝急行便廃止。
  - 2018年7月16日：稲13系統新設。

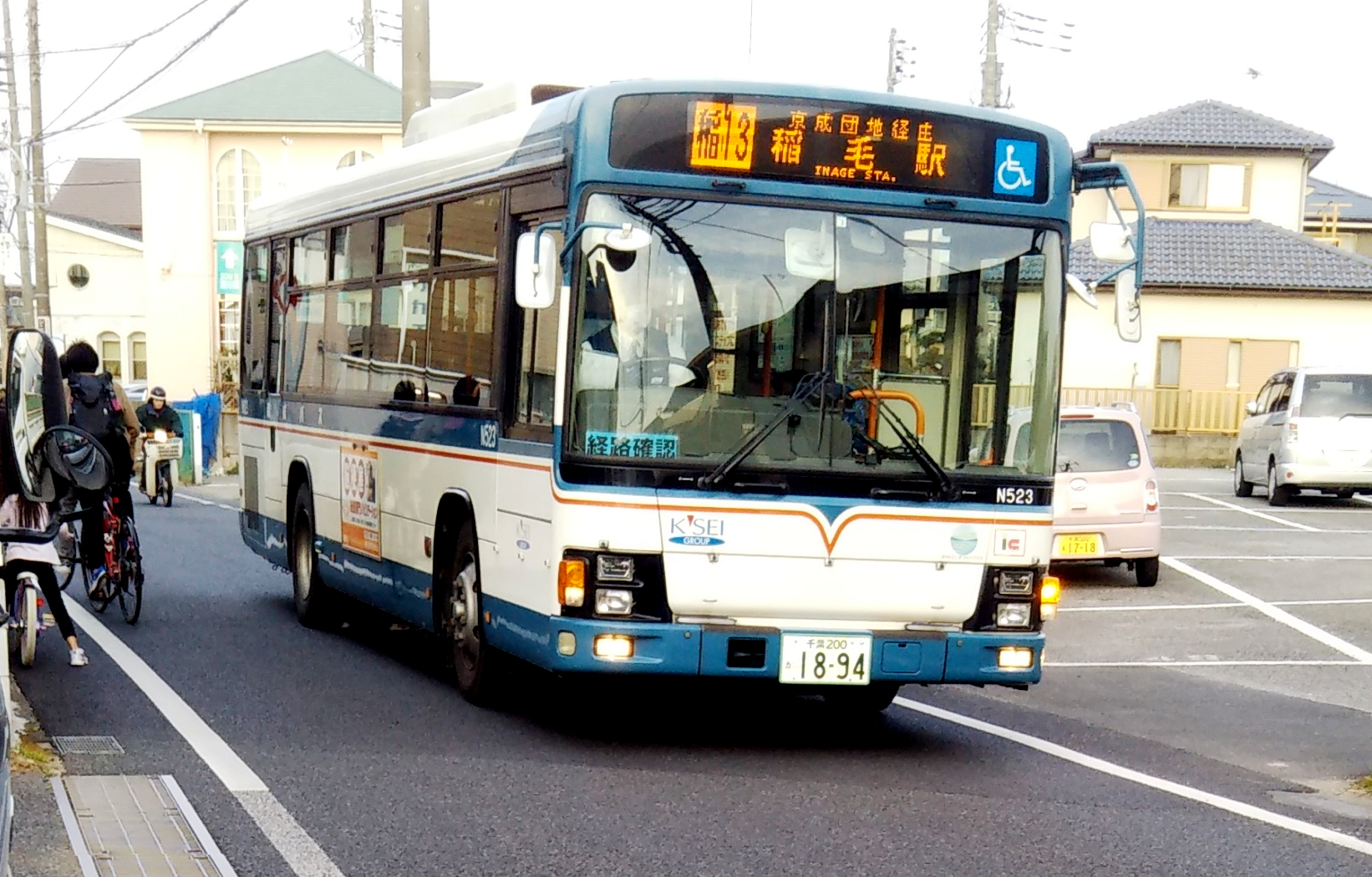
長沼営業所屈指の狭隘路線を走るN523号車（2020年3月1日撮影）

宮野木にある京成団地、およびその周辺住宅地の足となる路線である。本数が多いのは市立千葉高校経由の稲11系統であるが、この系統は長沼営業所屈指の狭隘路線であり、ほぼ全線通して幅の狭い道路を走っていくことが特徴である。稲13は稲11の出入庫便であるが、京成団地入口 - 草野車庫間は稲12と同じ経路を辿る。稲13は、草野車庫方向のみ稲11が通る京成団地バス停を経由しない（稲毛駅方向は経由する)。
京成団地線の原型は黒砂線といい、当初の役割は稲毛台・黒砂台と周辺の駅および千葉の市街地を連絡するものであった。稲毛の内陸部に乗り入れるようになったのは、のちに路線の西側を園生市営住宅への足として延長したことがきっかけであるが、昭和40年代初頭までは東側が都町の延命寺に至るなど、中心市街地を貫通する形で運行していた。その後、京成団地への延長、路線分割によって市街地側が分離され、西千葉駅起点の路線となった。さらに、京成線との並行度の高い西千葉駅 - 京成稲毛駅間の廃止、京成稲毛駅 - 稲毛駅間の短縮を経て今に至る。
2003年より宮野木小学校停留所に至る便を少数運行していたが、京成団地の北側に造成中だったプラウドタウン稲毛の街開きを受け、2005年にこの便を穴川十字路経由に変更・増発の上、草野車庫まで延長した。これにより大幅なルート変更となったわけであるが、系統番号の変更は行われていない。
また、2006年2月より平和交通・稲毛線の全便があさま台入口 - 平和交通本社間を営業運行するようになり、これを境に付近では両社のせめぎあいが続いているが、京成バスでは同年6月、平和交通の路線上に「園生町交差点」・「熊野神社」の2停留所を設置した。これと同時に、京成団地線と宮野木小学校線のうち平日早朝の一部便において、両停留所を経由して稲毛駅に至る運行を開始した。なお、これらの便は平和交通との並行ルート上では他の停留所には停車せず、急行便と位置づけられている。

### 検見川線、瑞穂の杜線
- 検21：新検見川駅 - 長作新田 - 鉄工団地 - いきいきプラザ - 草野車庫（検見川線）
- 検21：新検見川駅 - 長作新田 - 鉄工団地 - いきいきプラザ（検見川線）
- 検22：新検見川駅 - 花見川区役所 - 長作新田 - こてはし台 - こてはし団地（検見川線）
- 検23：新検見川駅 - 長作新田 - （鉄工団地非経由） - いきいきプラザ - 草野車庫（検見川線）
- 検23：新検見川駅 - 長作新田 - （鉄工団地非経由） - いきいきプラザ（検見川線）
- 検11：新検見川駅南口 - 新検見川駅(北口) - 瑞穂の杜 - 花見川区役所（瑞穂の杜線）
- 検11：新検見川駅(北口) - 瑞穂の杜 - 花見川区役所（瑞穂の杜線・平日早朝のみ）
  - 1958年2月15日：前・京成千葉駅 - 吾妻町二丁目（現・中央二丁目） - 稲毛海岸 - 検見川小学校 - 畑小学校を開通。
  - 昭和：新検見川駅 - 花園小学校 - 鉄工団地 - 草野車庫となる。一部は鉄工団地循環。
  - 1992年4月1日：新検見川駅 - 花見川区役所 - こてはし団地を開通。
  - 平成：草野車庫→鉄工団地→朝日ヶ丘→新検見川駅を開通。
  - 1998年12月：鹿島からの受託により、新検見川駅 - 花見川区役所便が瑞穂の杜線として運行され、増発となる。朝日ヶ丘経由便の廃止。
  - 1999年4月27日：鉄工団地循環便がいきいきプラザまで延長され、草野車庫発着便がいきいきプラザ経由となる。
  - 2009年10月16日：9時以降の花見川区役所便が、新検見川駅南口からの発着となる。
  - 2014年3月17日：鉄工団地非経由便を運行開始。
  - 2015年2月14日：瑞穂の杜線、中乗り運賃後払い（整理券方式）に変更。

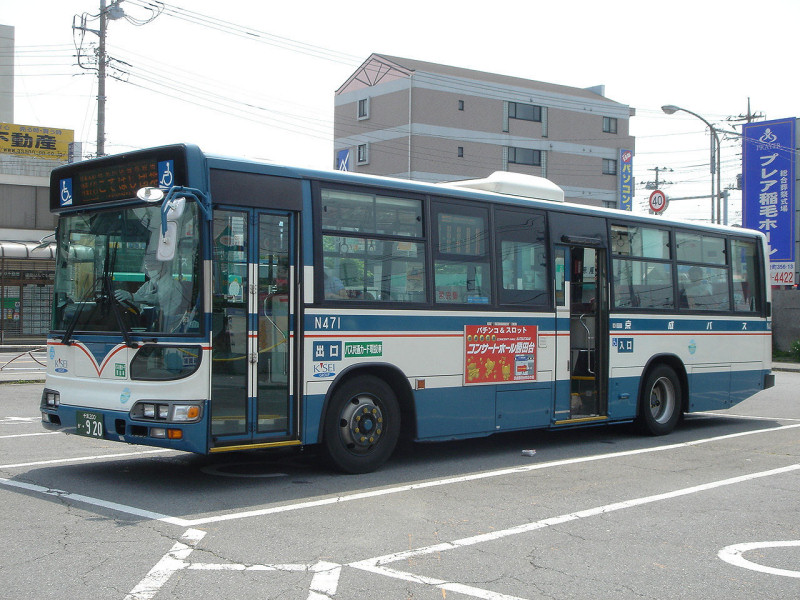
検見川線（新検見川駅）

検見川線は、新検見川駅を起点に花見川区を縦断し、区内陸部の鉄工団地方面に向かう路線である。もともとこの路線は、昭和30年代に京成千葉駅を起点として千葉街道を延々と走り、新検見川駅を経て畑に至る路線として開設された。その後、昭和40年代に新検見川駅起点に短縮（ただし、これ以前から同駅発着の折り返し便は存在した）され、鉄工団地方面への延長がなされた。また、平成に入り、千葉市が政令指定都市化されると、こてはし団地から花見川区役所への足となる便が設けられた。
瑞穂の杜線は、新検見川駅と新興住宅地の瑞穂地区を結ぶ短距離路線で、同地区の開発事業者である鹿島からの委託によって開設されたものである。当初は専用の小型車によって運行されていたが、利用者の増加に伴い車両の大型化が図られている。

2009年5月1日に千葉シーサイドバスが幕張駅 - 花見川区役所間に路線を新設したが、これにあたって前日の4月30日より、競合するこの2線と花見川南線で運賃の一部値下げが実施された。

### 宮野木線
- 稲41：稲毛駅 - 園生 - 宮野木市営住宅 - さつきが丘団地
  - 1963年（昭和38年）12月26日：京成稲毛駅 - 園生 - 宮野木を開通。その後、宮野木市営住宅まで延長。
  - 1984年（昭和59年）9月10日：京成稲毛駅 - 園生 - さつきが丘団地に延長。
  - 1997年（平成9年）6月30日：稲毛駅 - 園生 - さつきが丘団地に短縮。

稲毛駅から園生、宮野木経由でさつきが丘団地に向かう路線である。もともとは、稲毛区宮野木と花見川区宮野木台にまたがる宮野木市営住宅（千葉市による分譲地）への足として開通した路線である。この路線の開通以前から、住宅の前の道路には京成電鉄が畑線（京成千葉駅 - 船橋駅）や八千代台線（京成千葉駅 - 八千代台駅）を走らせていたが、いずれも千葉市街に向かう路線であり、本数も少なかった。そこで、この路線が最寄りの鉄道駅である稲毛とを結ぶ足として開設された。宮野木市営住宅発着時代の折返所は宅地内にあり、現在は公園になっている。 

2006年2月1日より、競合する平和交通の稲毛線全便がこの路線の宮野木停留所直近にある平和交通本社まで延長され、頻繁に運行するようになったため、これに対抗する形で同日より運賃が値下げされている。

### こてはし団地線
- 勝01：勝田台駅 - 横戸・日立物流前 - こてはし団地入口 - こてはし団地
- 勝01深夜：勝田台駅 → こてはし団地入口 → こてはし団地（平日深夜のみ）
  - 1971年頃：勝田台駅 - 前・こてはし団地（現・こてはし第五）を開通。
  - 1985年頃：勝田台駅 - 現・こてはし団地に延長。

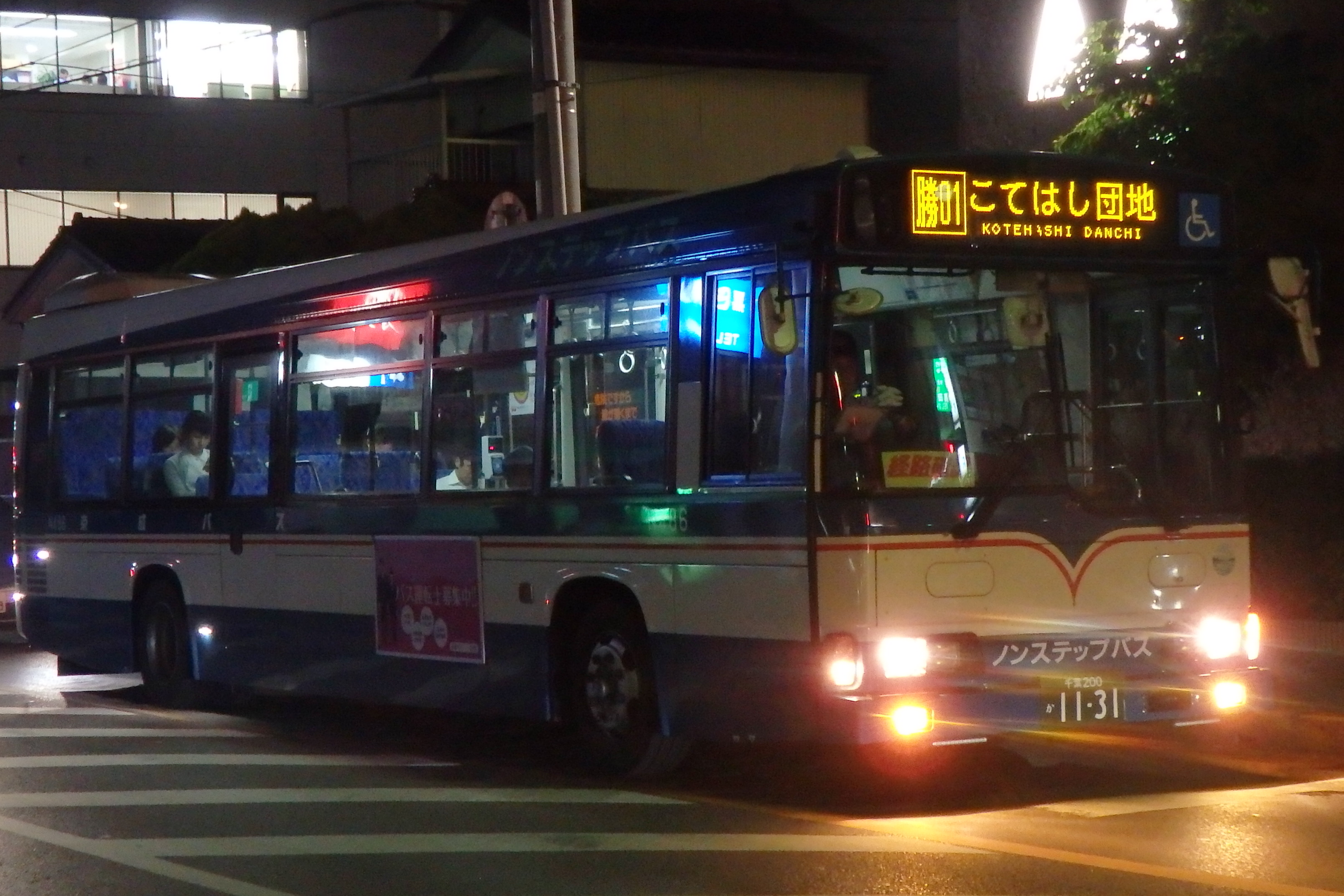
こてはし団地線

勝田台駅の南口から国道16号を経由し、千葉市花見川区北部のこてはし台、横戸台に向かう路線である。開通当初は、現在の「こてはし第五」が「こてはし団地」という停留所名であり、そこが終点であった。停留所の西側に小さな折返所があったが、現在は宅地化している。その後、1980年代に横戸台に住宅地が造成され、入居が始まったため、現在の「こてはし団地」停留所まで延長された。
この路線の起終点間は直線で結ぶとそれほど距離はないが、バスはこてはし団地入口まで南下して再び北上する経路をとるため、実際にはその倍以上の道のりを走ることとなる。

### さつきが丘団地線
- 検01：新検見川駅 - 朝日ヶ丘中央 - 畑町ホームランド - さつきが丘団地 - 千葉北高校 - 草野車庫
- 検01：新検見川駅 - 朝日ヶ丘中央 - 畑町ホームランド - さつきが丘団地 - 広尾十字路 - いきいきプラザ
- 検01：新検見川駅 - 朝日ヶ丘中央 - 畑町ホームランド - さつきが丘団地
- 検01：花見川区役所 - 新検見川駅 - 朝日ヶ丘中央 - 畑町ホームランド - さつきが丘団地 - 広尾十字路 - いきいきプラザ
- 検01深夜：新検見川駅 → 朝日ヶ丘中央 → 畑町ホームランド → さつきが丘団地 （→ 千葉北高校 → 草野車庫）（平日深夜のみ）
- 検31：海浜病院 - （無停車） - 検見川浜駅 - （無停車） - 新検見川駅 - 朝日ヶ丘中央 - 畑町ホームランド - さつきが丘団地 - 千葉北高校 - 草野車庫
- 検31：海浜病院 - （無停車） - 検見川浜駅 - （無停車） - 新検見川駅 - 朝日ヶ丘中央 - 畑町ホームランド - さつきが丘団地
  - 1972年11月：さつきが丘団地線（新検見川駅 - さつきが丘団地）を開通。
  - 昭和40年代：畑町ホームランド経由に変更。
  - 1997年6月30日：一部便が新検見川駅 - さつきが丘団地 - 千葉北高校 - 草野車庫に延長。
  - 1999年10月1日：草野車庫発着便が海浜病院まで延長され、中部美浜横断線として系統分離。さつきが丘団地線がいきいきプラザまで延長。
  - 2015年2月14日：新検見川駅方向、中乗り運賃後払い（整理券方式）に変更。
  - 2016年4月1日：さつきが丘団地折り返し便の一部を草野車庫まで延長。
  - 2018年9月16日：中部美浜横断線がさつきが丘団地線に統合され廃止となり、新検見川駅南口は全便通過となる。また、検31系統にさつきが丘団地折り返し便が設定される他、検01系統にいきいきプラザ - さつきが丘団地 - 新検見川駅 - 花見川区役所系統が新設される。

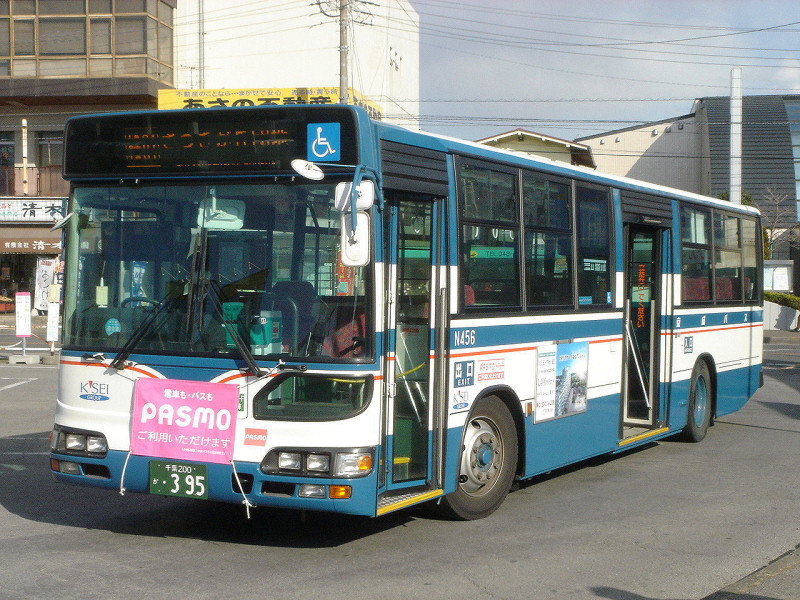
さつきが丘団地線（新検見川駅）

主に新検見川駅とさつきが丘団地を連絡する路線であり、同駅を発着する京成バスの中では最も利用者が多い。以前は往復で乗降方式が異なり、新検見川駅方向は前乗り運賃先払い、さつきが丘方向は中乗り運賃後払い（整理券方式）となっていた、これは新検見川駅での降車時間短縮を図るための措置である。かつては3扉車が多数配置されていたが、1990年代末以降新規には導入されておらず、通常の2扉車での置き換えが進んでいる。
さつきが丘団地線が開通したのは、1972年後期のことである。当時、各地の公団団地でバス運行に対する不満の声が多く上がっていたことから、さつきが丘では公団側が予め新検見川駅前のターミナル用地を確保するなど準備を十分行うこととし、京成側との折り合いをつけていた。ところがこれに対し、新検見川駅側の住民からターミナル建設に対する予期せぬ反対運動を起こり、当初は5月頃の予定であったバスの開通と入居募集は、半年ほど延期されることとなってしまった。
この線の出入庫は元々は御成街道経由で行われていたが、新道の開通により千葉北高校経由となり、さらにこの区間を営業運行する便がわずかにできた。この便は1999年に海浜病院まで延長され、中部美浜横断線という別の線名がつけられていた(2018年9月16日にさつきが丘団地線に統合され廃線)。新検見川駅南口と海浜病院の間は千葉海浜交通磯辺線と並行しているが検見川浜駅のみ停車する。また、これと同時にさつきが丘団地線のいきいきプラザへの延長がなされたが、これは同施設への連絡と、八千代台線の経路変更以降バス便がほとんどなくなっていた犢橋町における運行増加を目的としたものである。なお、この延長区間は利用者が大変少なく、2003年頃に一度は廃止に向けた協議が行われたが、千葉市が廃止意向路線に対する方針に改めるとこの申し出を取り下げ、逆に2006年4月に北部循環線（後述）を開通し、この地域における運行を拡大した。

### ファミールハイツ線
- 稲21：稲毛駅 - 第二あやめ入口 - ファミールハイツ - ファミールハイツ折返場
- 稲22：稲毛駅 - 第二あやめ入口 - ファミールハイツ折返場 - 草野車庫
  - 1973年：稲毛駅 - ファミールハイツを開通。
  - 2016年2月1日：新たにファミールハイツ～草野車庫間を延長し、稲22系統を開設。また既存の稲21系統はファミールハイツ～ファミールハイツ折返場間を延長。

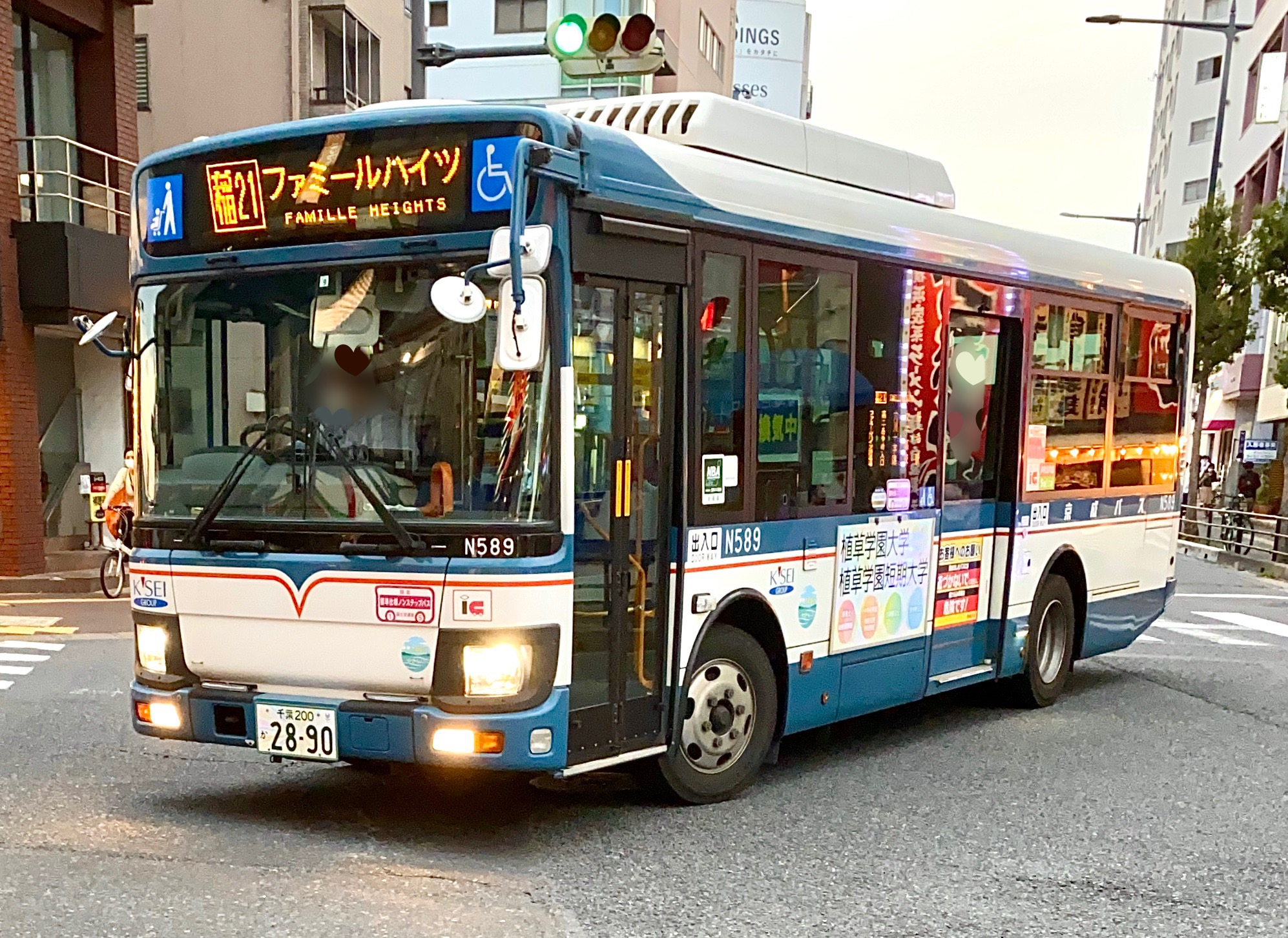
中型車で運行されるファミールハイツ線

稲毛駅から穴川十字路を回り、大規模マンションのファミールハイツに至る路線である。終点ファミールハイツは、京成団地とかなり近い場所にあるが、京成団地線とは経由地が全く異なっている。穴川 - ファミールハイツ入口は軽便鉄道の廃線跡を走る。長い間30分間隔で運行していたが、1998年12月改正より20分間隔に増発された。

### 長沼原線
- 稲31：稲毛駅 - 放医研 - 敬愛学園 - 稲毛区役所 - 穴川十字路 - 穴川駅 - スポーツセンター駅 - スポーツセンター - 草野小入口 - 長沼原町 - 研究農場 - 山王町
- 稲31深夜：稲毛駅 → 放医研 → 敬愛学園 → 稲毛区役所 → 穴川十字路 → 穴川駅 → スポーツセンター駅 → スポーツセンター → 草野小入口 → 長沼原町（平日深夜のみ）
- 稲32：稲毛駅 - 放医研 - 敬愛学園 - 稲毛区役所 - 穴川十字路 - 穴川駅 - スポーツセンター駅 - スポーツセンター - 草野小入口 - 長沼原町 - 千葉センター
- 稲33：稲毛駅 - 放医研 - 敬愛学園 - 稲毛区役所 - 穴川十字路 - 穴川駅 - スポーツセンター駅 - スポーツセンター - 草野小入口 - ザ・クイーンズガーデン稲毛
- 稲34急行：稲毛駅 - （無停車） - オーツーパーク - 草野小入口 - ザ・クイーンズガーデン稲毛（平日早朝のみ）
  - 1989年：稲毛駅 - 女子高校 - ヴィルフォーレ稲毛 - 長沼原町 - 長沼原（現・長沼原公園）を開通。
  - 1992年4月1日：稲毛駅 - 放医研 - 稲毛区役所 - 長沼原住宅 - 山王町に延長・変更の上で大幅に増発。
  - 1998年12月10日：深夜バスを運行開始。
  - 2007年8月1日：稲毛駅 - 千葉センターが開通。平日のみ朝夕3往復のみ運行（土曜・日曜は運休）。
  - 2009年6月29日：稲毛駅 - クイーンズガーデンが開通。
  - 2017年3月1日：稲31系統深夜バス、長沼原町 - 長沼原公園間を廃止。
  - 2017年12月16日：稲毛駅方向のみイオン稲毛店停留所を設置。
  - 2018年3月31日：イオン稲毛店停留所が双方向で供用開始。

稲毛駅から千葉北地区にある住宅地に向かう路線で、営業所開設当時は、当時の京成電鉄千葉線が国鉄総武線と競合関係にあったため、長沼原にある国鉄の分譲住宅に路線バスを繋ぐ事に難色を示したため、ヴィルフォーレ稲毛分譲開始時に開通した。その後、経由地の変更や分岐線を増設し今に至っている。大きな変更として、かつては稲毛駅 - 穴川十字路の間は放医研 - 敬愛学園 - 稲毛区役所を通らず、女子高校を経由していた。
稲34は、平日朝のみ運行の稲33の急行便で草野小入口およびオーツーパークのみに停車し穴川十字路から小仲台町経由になる。

### 稲毛海岸線
- 稲海01：稲毛海岸駅 - 熊野神社 - 団地十字路 - 京成団地
- 稲海02：稲毛海岸駅 - 熊野神社 - 京成団地入口 - 団地十字路 - 宮野木小学校 - 千葉北高校 - 草野車庫
  - 1999年9月4日：稲毛海岸駅 - 京成団地を開通。
  - 2014年3月17日：稲毛海岸駅 - 草野車庫を開通。

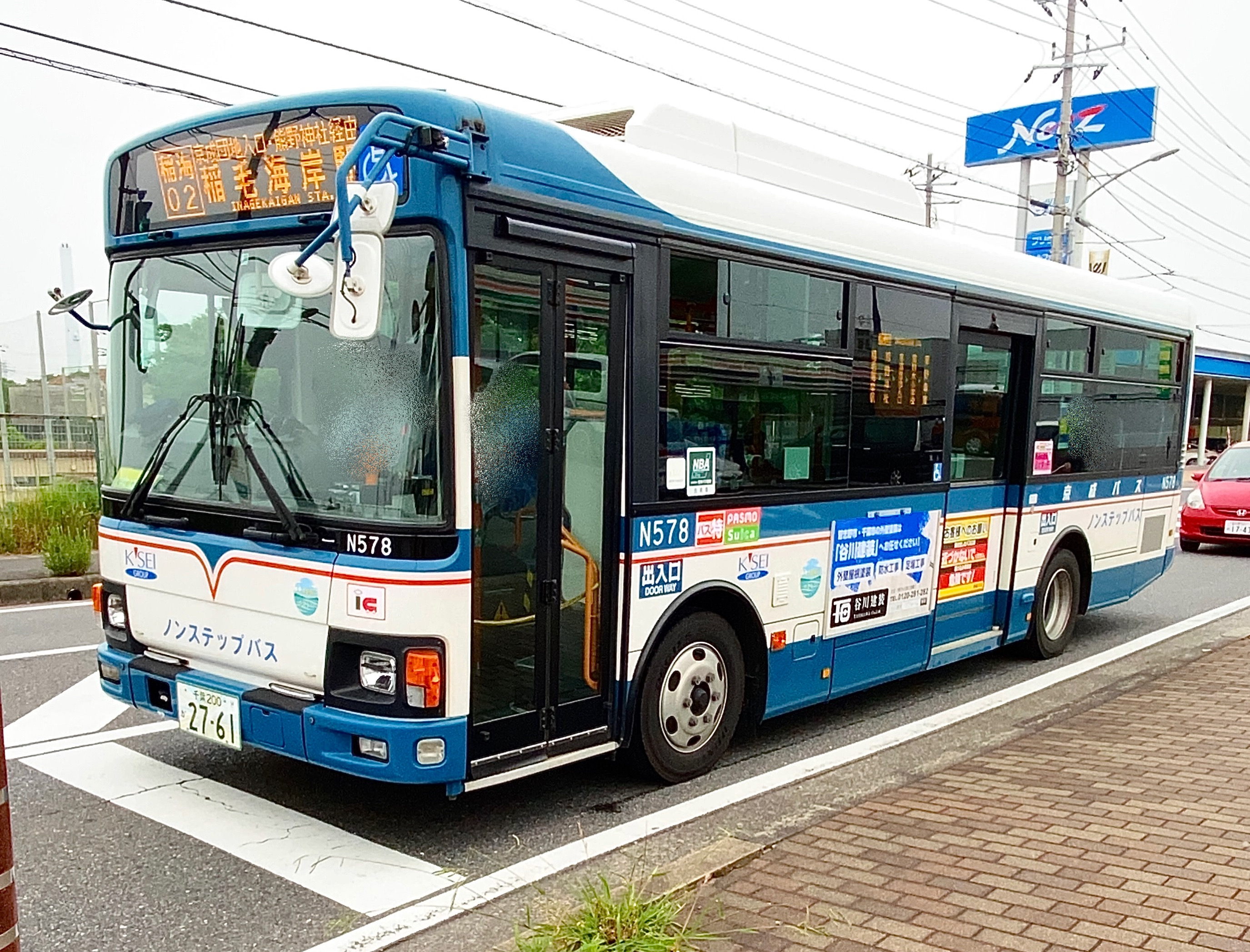
稲毛海岸駅に向かうN578号車

京成団地から稲毛駅を経由せず稲毛海岸駅に至る路線である。開設の主な目的は稲毛海岸駅を通る羽田空港行きリムジンバスへの連絡であるが、利用者は多くなく、中型車で運行されている。かつては、み春野線用の小型車両で運行されることもあった。
開通以来、土休日のみの運行を続けてきたが、2006年2月1日より平日も毎日運行するようになった。また、経由する道路の大半が平和交通や同じ京成グループの千葉海浜交通の事業エリアであるため、その間には停留所を設置していなかったが、園生・宮野木付近において平和交通との競合度が増したことにより、同年6月5日に「園生町交差点」・「熊野神社」の2停留所が設置され、全便が停車するようになっている。

### イオンモール幕張新都心直通バス
- イオン直通：幕張本郷駅 → （無停車） → 豊砂公園 → イオンモール幕張新都心ファミリーモール前《新都心営業所・習志野出張所と共管》
- イオン直通：イオンモール幕張新都心ファミリーモール前 → イオンモール幕張新都心グランドモール前 → （無停車） → 幕張本郷駅《新都心営業所・習志野出張所と共管》
- イオン直通：海浜幕張駅 → (無停車) → 豊砂公園 → イオンモール幕張新都心ファミリーモール前《新都心営業所・習志野出張所と共管》
- イオン直通：イオンモール幕張新都心ファミリーモール前 → イオンモール幕張新都心グランドモール前 → (無停車) → プレナ幕張 → 海浜幕張駅《新都心営業所・習志野出張所と共管》

### マリンスタジアム臨時バス
- 直通：海浜幕張駅（プレナ幕張） - （無停車） - ZOZOマリンスタジアム

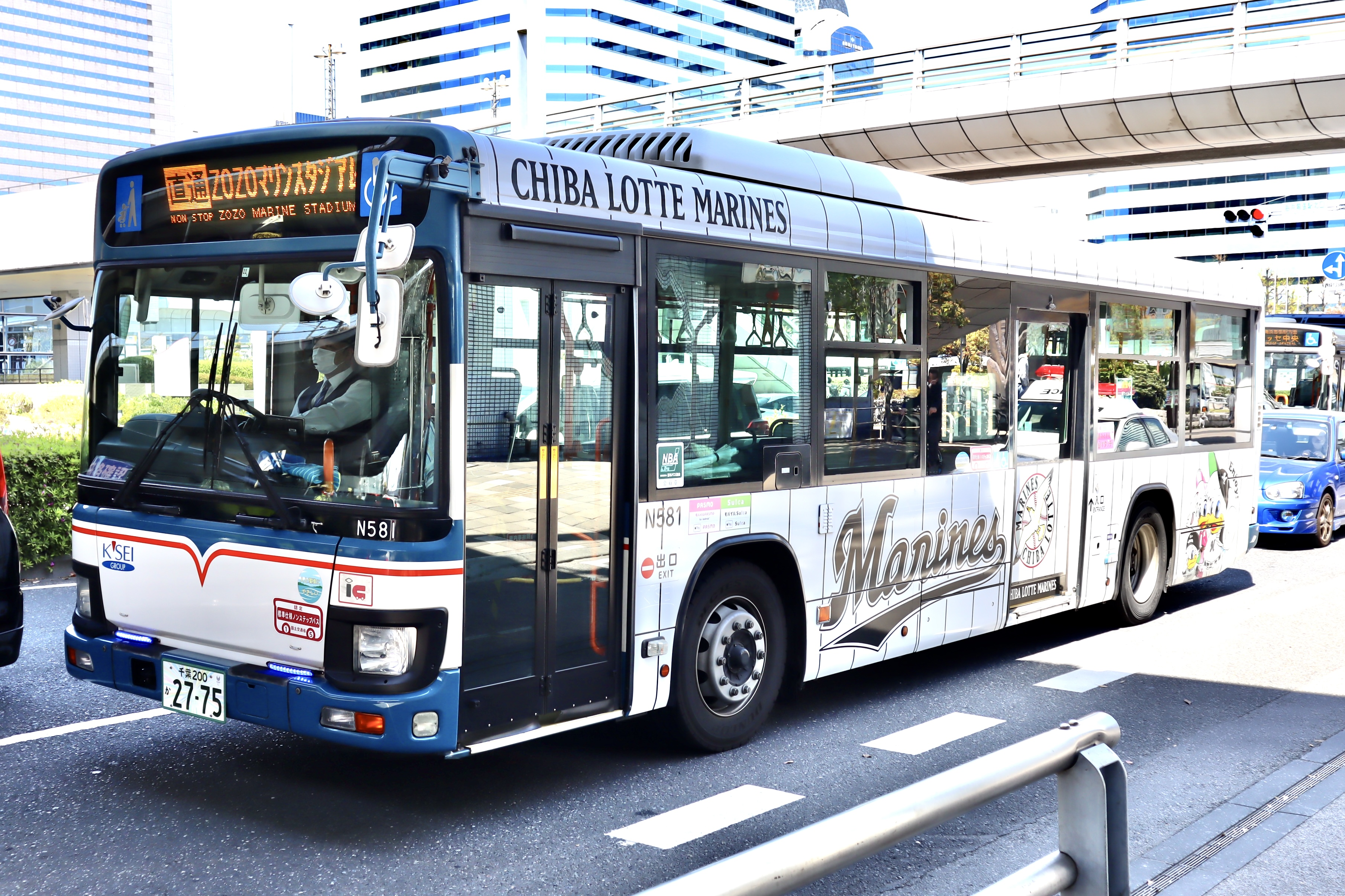
ZOZOマリンスタジアム行き直通バスとなるN581号車（千葉ロッテマリーンズラッピング車）

## 現行高速路線

### マイタウン・ダイレクトバス

#### 千葉北ルート（ちばきたライナー）
- 長沼原町 - 草野車庫 - 東京駅八重洲口 - 東雲車庫
- 長沼原町 - 草野車庫 - 東京駅八重洲口 - 国際展示場駅 - 東雲車庫
- 長沼原町 - 草野車庫 - 幕張メッセ中央 - 東京駅八重洲口 - 東雲車庫
- 長沼原町 - 草野車庫 - 幕張メッセ中央 - 東京駅八重洲口 - 国際展示場駅 - 東雲車庫
  - 2009年5月20日：開業。

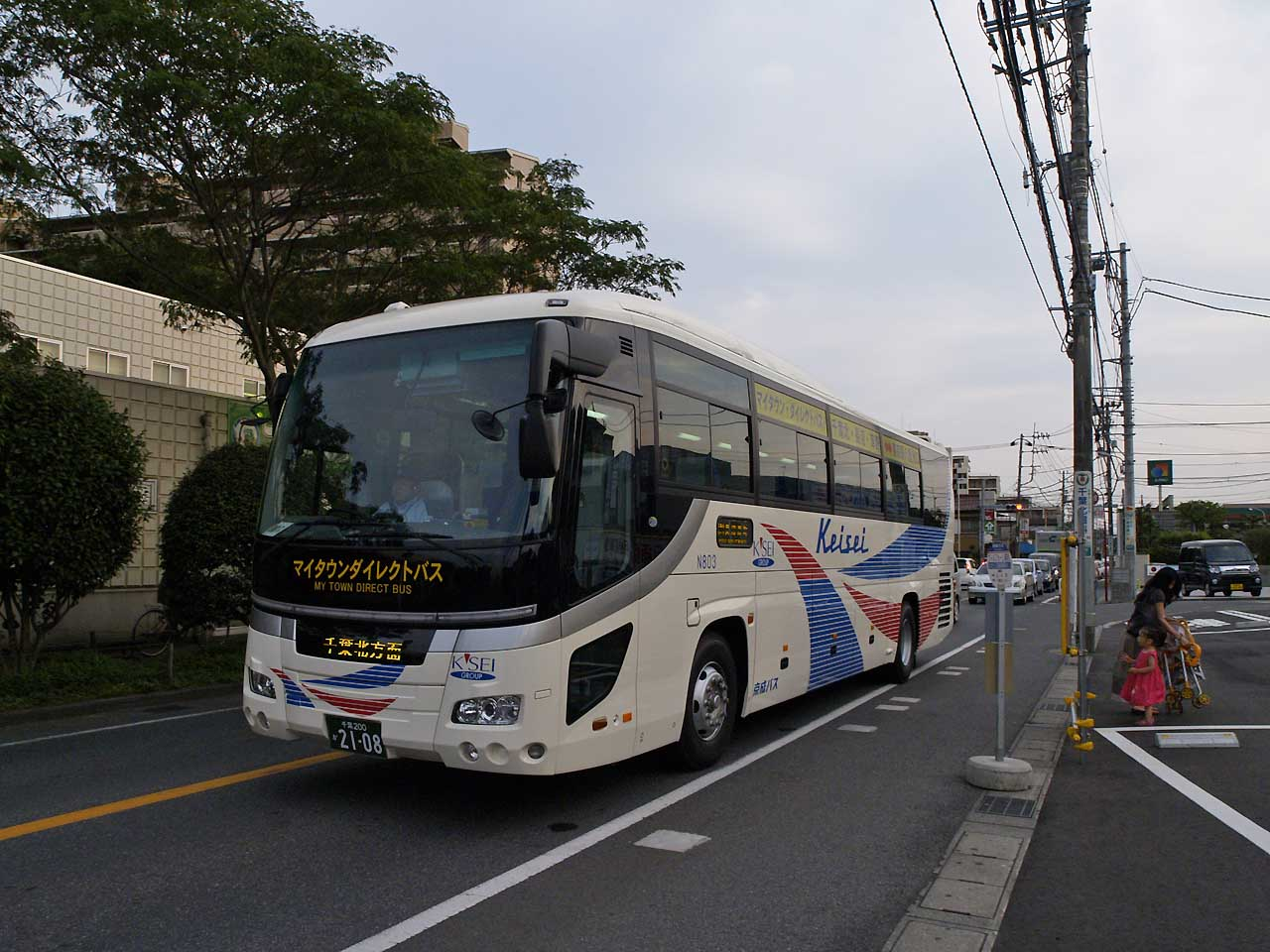
マイタウン・ダイレクトバス

マイタウン・ダイレクトバスは、東京都心と千葉県を結ぶ通勤高速バスであり、長沼営業所ではその2番目の路線である「千葉北ルート」を運行している。長沼原線の長沼原町を起点として、ヴィルフォーレ稲毛、萩台入口、ワンズモール、草野車庫、長沼、花見川消防署前、いきいきプラザ入口に停車し、千葉北インターから高速道路に入り東京駅、東雲車庫に至る。一部便では、東京臨海高速鉄道りんかい線の国際展示場駅を経由する。

### かしま号

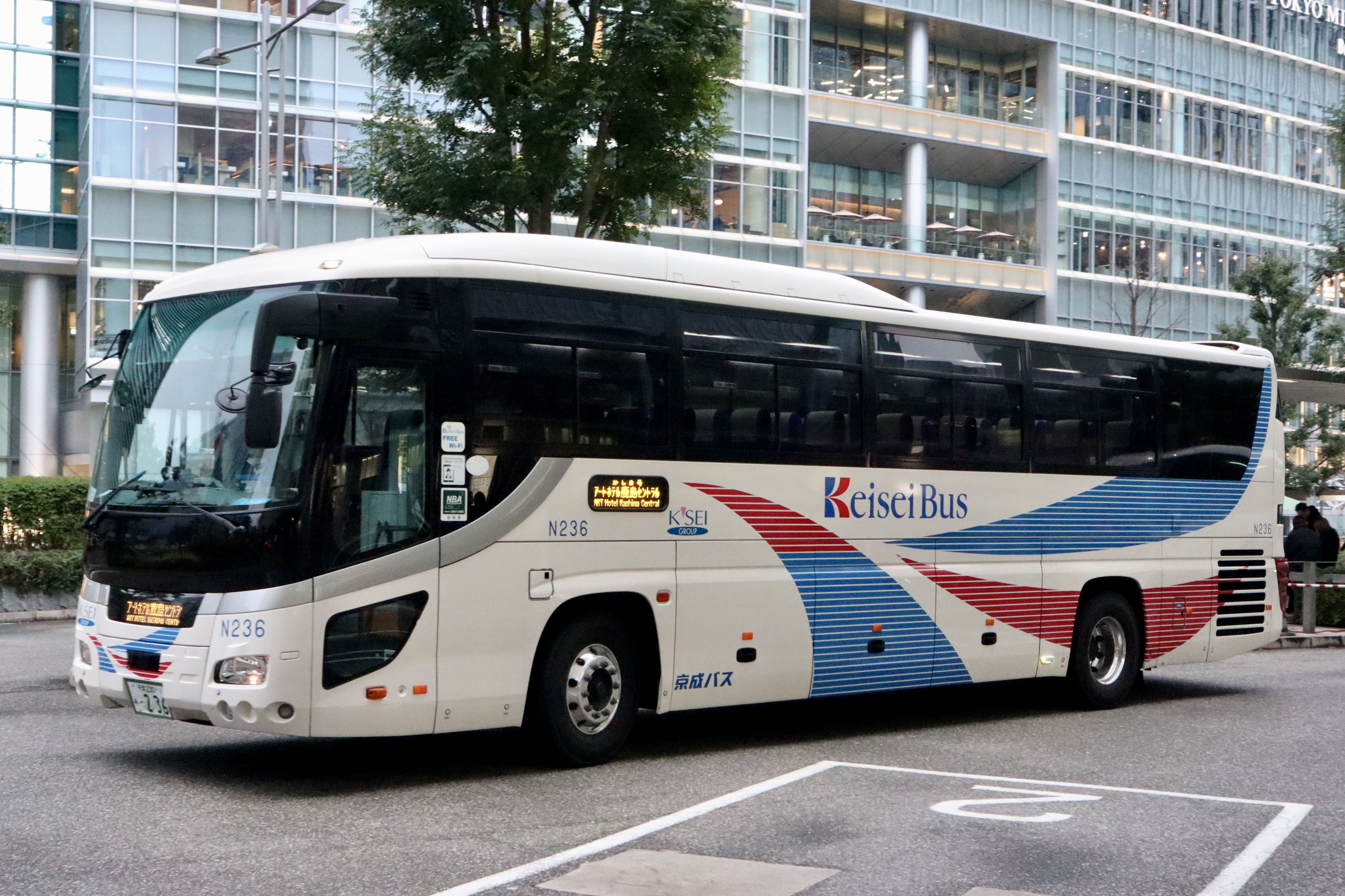
かしま号アートホテル鹿島セントラル行き

- 東京駅JR高速バスターミナル - 水郷潮来 - アートホテル鹿島セントラル （奥戸営業所、JRバス関東、JRバステック、関東鉄道と共同運行）
  - 2024年4月6日：運行に参入。（※長沼営業所は土休日の『東京駅 - 鹿島セントラルホテル（現・アートホテル鹿島セントラル）』間のみ担当）
- 直行カシマサッカー号：東京駅JR高速バスターミナル - （無停車） - カシマサッカースタジアム

### アクアライン高速バス
- バスターミナル東京八重洲 → 木更津金田バスターミナル → 市原鶴舞バスターミナル → 大多喜 → 勝浦駅 → 御宿（日東交通・小湊鉄道と共同運行）※上り便は日東交通と小湊鐵道のみ運行
- バスターミナル東京八重洲 ← 木更津金田バスターミナル ← 市原鶴舞バスターミナル ← 大多喜 ← 勝浦駅 ← 安房小湊（日東交通・小湊鉄道と共同運行）※下り便は日東交通と小湊鐵道のみ運行

- - 2013年4月1日：奥戸営業所から移管

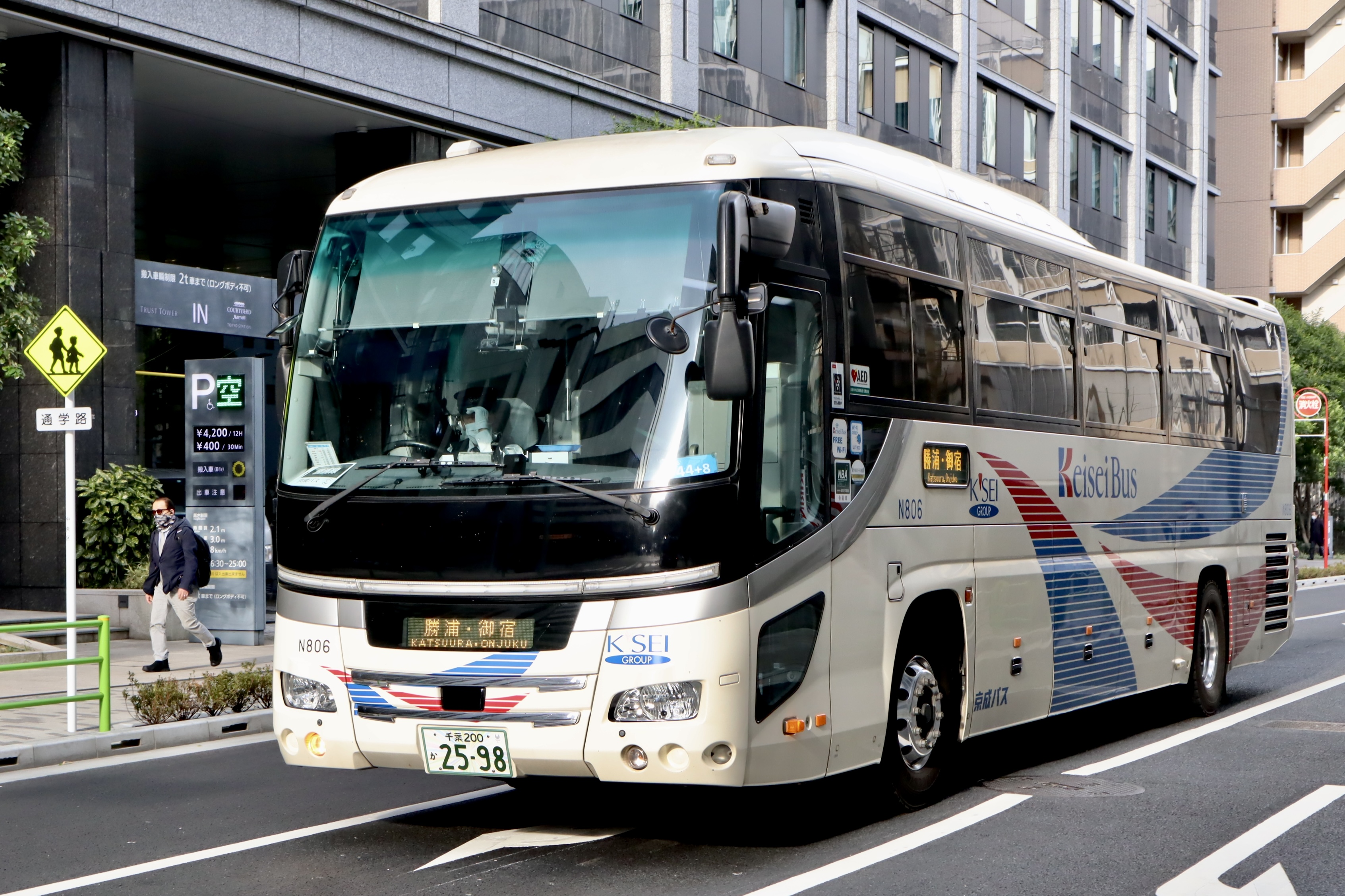
勝浦・御宿行き

  - 2013年4月28日：経路を首都圏中央連絡自動車道（圏央道）経由に変更。小湊鉄道が新規参入。京成の担当は1往復のみとなった。横田・東横田・高谷・上総牛久・鶴舞の各停留所を廃止。市原鶴舞バスターミナルへの乗り入れを開始。
  - 2020年9月16日：世界貿易センタービルディング建て替え工事により、浜松町バスターミナルの営業終了に伴い、浜松町バスターミナル発着便を廃止。
  - 2020年10月1日：鴨川日東バスが日東交通に吸収合併されたため、共同運行会社を日東交通に変更。
  - 2022年9月17日：東京駅の発着場所が外堀通り上の京成バスの停留所からバスターミナル東京八重洲に変更。

- アクシー号：（東京タワー - ）バスターミナル東京八重洲 - 木更津金田バスターミナル - 袖ケ浦バスターミナル - かずさアーク - 久留里駅前 - 君津ふるさと物産館 - 安房鴨川駅 - 鴨川シーワールド - 亀田病院
- アクシー号：（東京タワー - ）バスターミナル東京八重洲 - 木更津金田バスターミナル - 袖ケ浦バスターミナル - かずさアーク - 久留里駅前 - 君津ふるさと物産館 - 安房鴨川駅（ゴールデンウィーク期間中のみ）
- 急行アクシー号：バスターミナル東京八重洲 - 木更津金田バスターミナル - 袖ケ浦バスターミナル - かずさアーク - （無停車） - 君津ふるさと物産館 - 安房鴨川駅 - 鴨川シーワールド - 亀田病院
- 急行アクシー号：バスターミナル東京八重洲 - 木更津金田バスターミナル - 袖ケ浦バスターミナル - かずさアーク - （無停車） - 君津ふるさと物産館 - 安房鴨川駅（ゴールデンウィーク期間中のみ）
- 臨時直行：バスターミナル東京八重洲 - （無停車） - クルックフィールズ入口（百年後芸術祭開催時に運行）

（日東交通と共同運行）
- - 2019年1月16日：一部を除き奥戸営業所より移管。
  - 2020年9月16日：世界貿易センタービルディング建て替え工事により、浜松町バスターミナルの営業終了に伴い、浜松町バスターミナル発着便を廃止。
  - 2020年10月1日：鴨川日東バスが日東交通に吸収合併されたため、共同運行会社を日東交通に変更。
  - 2022年9月17日：東京駅の発着場所が外堀通り上の京成バスの停留所からバスターミナル東京八重洲に変更。
  - 2023年10月21日：クルックフィールズにて「百年後芸術祭『円都LIVE』」開催に伴い、バスターミナル東京八重洲とクルックフィールズ入口間で直行バスを運行。

### リムジンバス
- エアポートバス東京・成田：東京駅JR高速バスターミナル - 成田空港

- - 2017年12月16日：有楽町シャトルとして「鍛冶橋駐車場 - 成田空港第2ターミナル」間の運行開始。
  - 2019年2月4日∶ダイヤ改正により担当が鍛冶橋駐車場発成田空港行き1便のみとなり、成田空港発便から撤退。
  - 2020年2月1日∶『東京シャトル』・『有楽町シャトル』・『THEアクセス成田』の統合により誕生した、『エアポートバス東京・成田』として運行開始。

### 幕張メッセ臨時バス

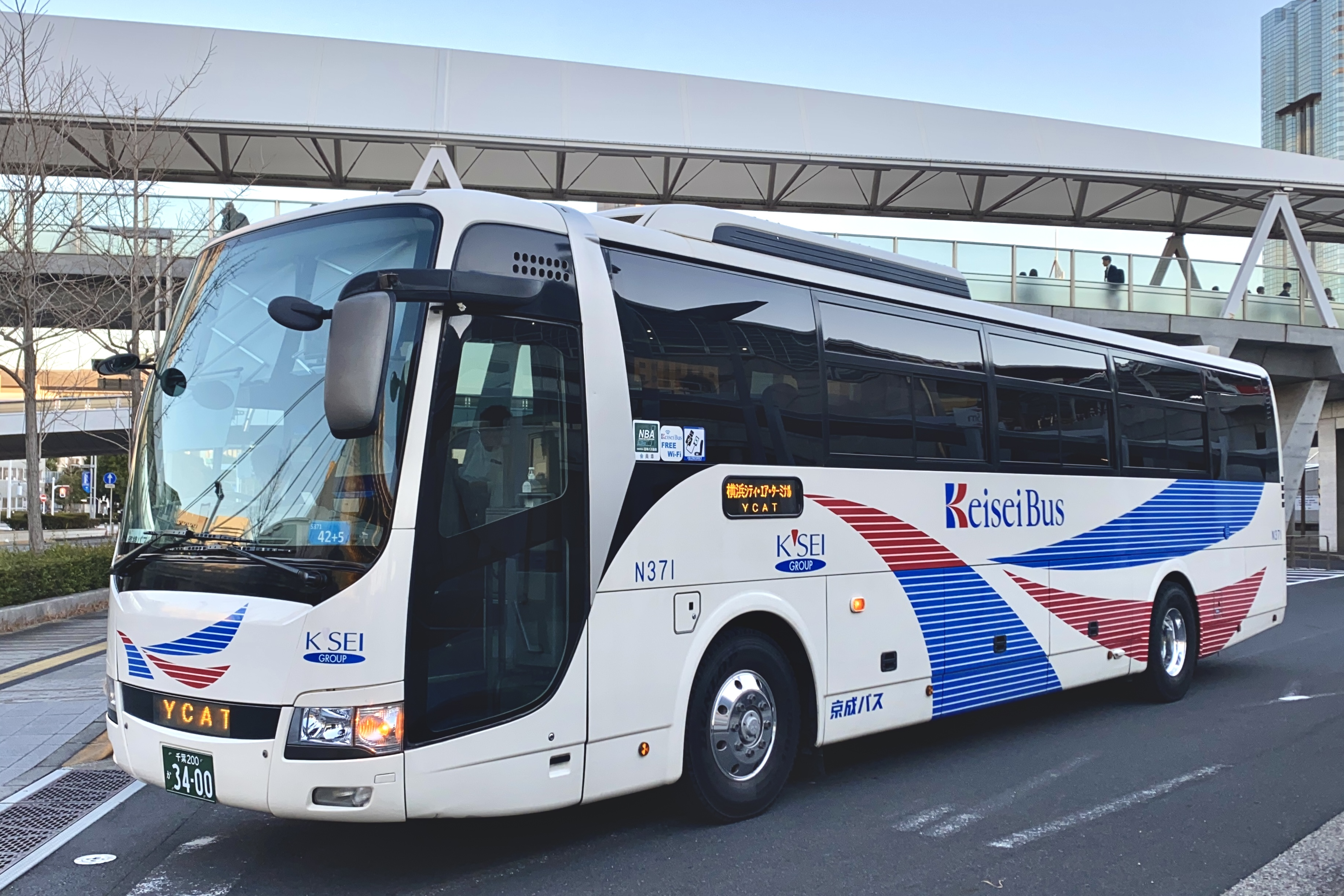
幕張メッセ発YCAT行き臨時シャトルバス

- 直行：幕張メッセ中央 → （無停車） → 横浜シティ・エア・ターミナル(YCAT)（京浜急行バスと共同運行）
  - 2019年2月27日：『イベント総合EXPO2019』開催時より運行に参入。
- 直行：幕張メッセ中央 → （無停車） → 東京駅八重洲口
  - 2024年2月14日：『スーパーマーケット・トレードショー2024』開催時より運行に参入。

## コミュニティバス「花まわる号」

### 北部循環線「花まわる号」

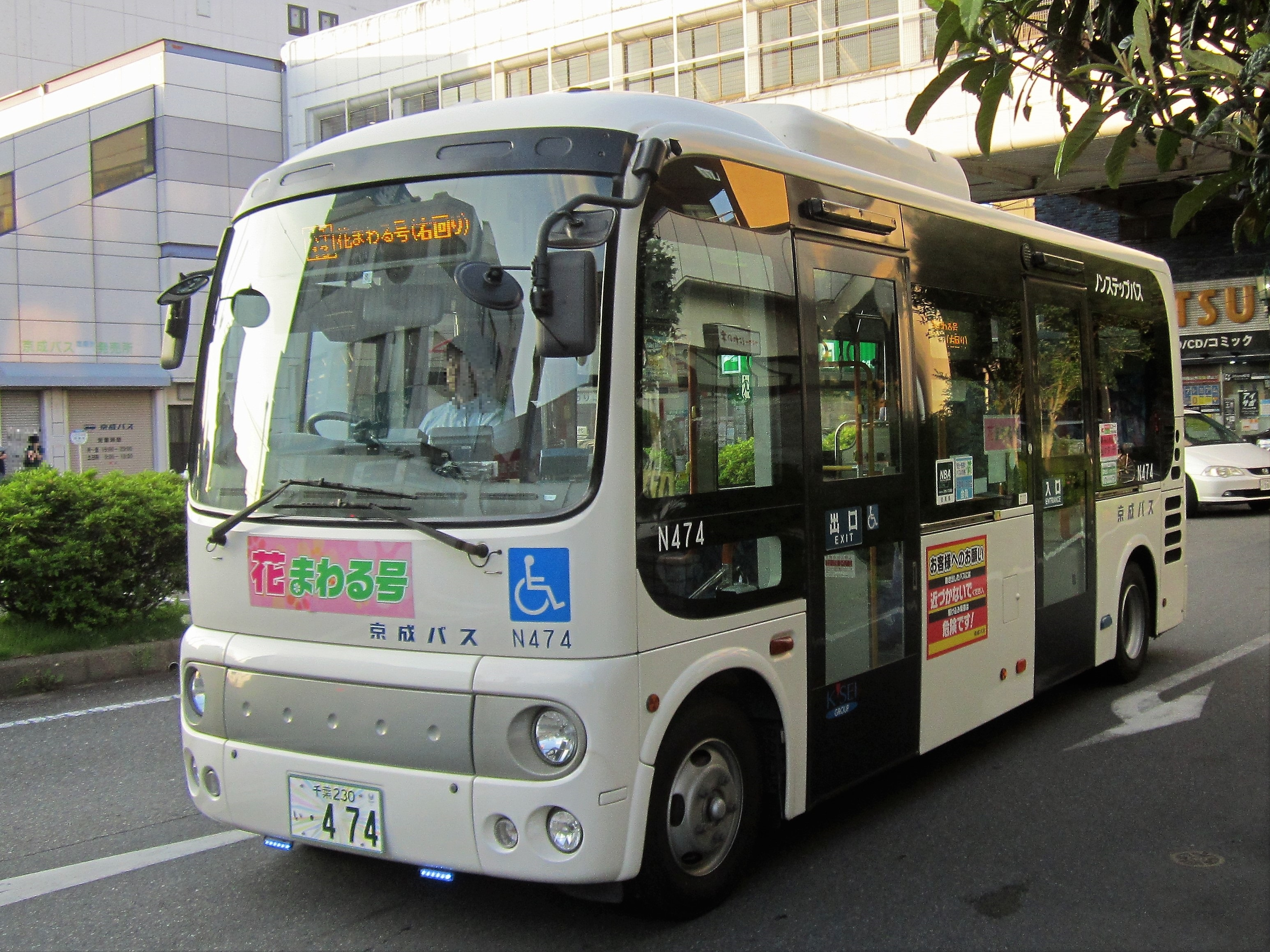
花まわる号

- 八千13（外回り）：草野車庫→いきいきプラザ→花島→八千代台駅→横戸団地→いきいきプラザ
- 八千13（外回り）：草野車庫→いきいきプラザ→花島→八千代台駅→横戸団地→いきいきプラザ→草野車庫
- 八千13（内回り）：いきいきプラザ→横戸団地→八千代台駅→花島→いきいきプラザ→草野車庫
- 八千13（内回り）：草野車庫→いきいきプラザ→横戸団地→八千代台駅→花島→いきいきプラザ→草野車庫
  - 2006年4月24日：スポーツセンター駅 - いきいきプラザ - 柏井・横戸循環（右回り）が開通。
  - 2009年8月1日：草野車庫発着に短縮。循環左回りが開通。
  - 2013年4月8日：内山入口 - こてはし団地入口間にみ春野地区を延伸。平日1往復のみ運行（土曜・休日は運休）。
  - 2015年4月1日：み春野地区への運行終了、及び一部ルートの廃止。
  - 2019年12月1日：ダイヤ改正を行ない、「右回り」を「外回り」に、「左回り」を「内回り」に名称変更。

北部循環線は、千葉市花見川区北部の交通不便地域解消と福祉施設の連絡を目的に開通した路線であり、地域住民の意見を取り入れてルートが設定されている。草野車庫を起点に千葉北高校・さつきが丘団地・広尾を経由していきいきプラザに至り、ここから柏井・横戸・こてはし台を回る両回りの循環線となる。ただし、半数の便はいきいきプラザ以北での運行である。運行開始当初はスポーツセンター駅が起点であり、循環区間は右回りのみであった
この線の独自区間のうち、柏井町の区間は1999年に萱田線が廃止されて以来、横戸町の区間は昭和40年代に横戸線がルートを変更して以来、バスがまったく走っていなかったところである。また、それ以外の沿線地域も区内の公共施設との連絡が希薄であるうえ、既存の花見川いきいきプラザ（高齢者福祉施設）を発着する路線の一部について、京成は廃止の意向を示していた。以上のような背景から、この地域におけるコミュニティバスの運行を望む声が高まり、地域協議会が設置されて具体的な話し合いが続けられていた。千葉市では2003年にコミュニティバス運行に関する独自の指針を打ち出しており、すでに市東部ではさらしなバスやおまごバス、それにいずみバスの運行事例がある。しかし、結局この地域では京成バス側が上記の廃止意向を撤回し、新たにこの路線を独自に開通することで対応することとなり、市による運行は見送られた。
上記のことから、同じ市内の交通不便地域を循環する路線であっても、この線と市東部の2路線とでは、運賃設定や収受方式をはじめいくつかの相違点がある。

## 廃止・移管路線

### 四街道線
- 船橋駅 - 津田沼十字路 - 大久保 - 大原神社 - 広尾 - 長沼 - 四街道駅
- 四街道駅 - 小深 - 長沼原町 - 長沼 - 草野車庫

1954年（昭和29年）8月1日付で開設。当初は船橋営業所所管で、その後四街道側からの草野車庫打ち切り便が出来たのをきっかけに長沼と船橋の共管になる。1996年（平成8年）6月30日限りで津田沼駅までの運転を廃止し、草野車庫 - 四街道駅間に短縮して長沼へ全面移管。さらに2004年（平成16年）、千葉内陸バスみつわ台車庫へ移管された。

### 広尾線
- 船橋駅 - 津田沼十字路 - 大久保十字路 - 大原神社 - 広尾 - 長沼 - 穴川十字路 - 京成千葉駅

1950年（昭和25年）1月1日、千葉線の名称で開設。当初は船橋営業所所管。1978年（昭和53年）に草野車庫までに短縮される。1991年（平成3年）、千葉都市モノレール2号線開通に伴いスポーツセンター駅まで再度延長され同時に花見川車庫へ移管。1996年4月26日限りで廃止となった。

### み春野線
- 勝31：勝田台駅【北口】 - （無停車） - み春野北 - み春野南
- 勝31：勝田台駅【北口】 - 志津図書館 - み春野北 - み春野南

1997年（平成9年）、み春野・翼の丘住宅地を開発した野村不動産から委託を受けて開設。翌1998年に京成の一般路線となり、2006年（平成18年）1月16日付で千葉内陸バスみつわ台車庫へ移管。

### 角栄団地線
- 志津01：志津駅南口 - ショッピングセンター - 南中野

- - 昭和40年代：開通。佐倉営業所田町車庫担当。
  - 2000年7月16日：長沼営業所花見川車庫担当に変更。
  - 2012年10月16日：ちばグリーンバスに移管。

### 横戸線
- 勝22：勝田台駅 - 横戸・日立物流前 - こてはし団地入口 - 犢橋高校入口 - 長沼 - 草野車庫 - ワンズモール - スポーツセンター - スポーツセンター駅

- 勝22：勝田台駅 → 横戸・日立物流前 → こてはし団地入口 → 犢橋高校入口 → 長沼 → 草野車庫

- - 1956年4月15日：前・京成千葉駅東口 - 作草部（現・作草部駅） - 穴川十字路 - 長沼 - 弁天前 - 大和田駅を開通。
  - 1969年8月20日：前・京成千葉駅西口ターミナル発着に変更。
  - 1970年以降：前・京成千葉駅西口 - 穴川十字路 - 長沼 - 勝田台駅に変更。
  - 1991年6月12日：スポーツセンター駅 - 長沼 - 勝田台駅に短縮。
  - 1997年3月1日：穴川線と統合し、西千葉駅 - 稲毛区役所 - 穴川十字路 - スポーツセンター駅 - 長沼 - 勝田台駅に延長。
  - 1998年10月1日：横戸線（スポーツセンター駅 - 勝田台駅）と弥生線（西千葉駅 - 穴川十字路 - 草野車庫、のち廃止）に分割。
  - 2013年6月24日：一部便を千葉内陸バスに移管し共同運行路線化。
  - 2013年9月1日：一部便を千葉内陸バスに移管。
  - 2013年12月1日：スポーツセンター駅発着の全便を千葉内陸バスに移管。
  - 2020年3月31日：勝田台団地線の千葉内陸バス移管に伴い、同路線の入出庫系統としての役割を終え、完全撤退。

2013年（平成25年）6月24日付で全線を通して運転する7往復の運行が千葉内陸バスに移管され、同年9月1日にさらに7往復移管され、12月1日に全ての便が移管された。なお、草野車庫行きは勝田台団地線の入庫の関係で2本残ることとなったが、2020年4月1日の路線移管前日の3月31日に実施されたダイヤ改正にて路線撤退となった。

### 千草台団地線
- 西千01：西千葉駅 - 東高校 - 作草部駅 - 公務員住宅 - 千草台団地
  - [京成] 1967年：西千葉駅 - 千草台団地を開通。当初は経済高校経由。
  - 昭和40年代：作草部（現・作草部駅）経由となる。
  - 2018年3月16日:ちばシティバス（旧・千葉営業所新宿車庫）に移管される。これに伴い、運賃支払方法が京成バス時代の前乗り前払いから後乗り後払いに変更される[4]。

稲毛区の南東部に位置する千草台団地の主な足となる路線であり、全線が千葉市特殊区間制1区均一運賃の短距離路線(大人210円、子供110円)である。 開通当初は轟町の経済高校前を経由するルートであった。 京成バスは西千葉駅を発着する多数の路線を有していたが、 2018年3月16日より千草台団地線がちばシティバスへ移管されたことにより、西千葉駅発着の京成バス路線は全て子会社へ移管され、京成バスは西千葉駅発着の路線から撤退した。

### 東雲車庫・東京駅 - 茂原駅方面（東京茂原線）
- 東雲車庫 - 東京駅八重洲口 - 市原鶴舞バスターミナル - 茂原駅（小湊鉄道と共同運行）
  - 2013年4月28日、首都圏中央連絡自動車道（圏央道）の開通に伴い運行を開始する。京成の担当は、開業当初から夜の茂原行1本のみとなっていたが、2017年3月31日をもって撤退し小湊鉄道の単独運行となっていたが、2020年2月29日の運行をもって路線廃止となった。

### 草野車庫・スポーツセンター駅・JR稲毛駅 - 成田空港（稲毛成田）線

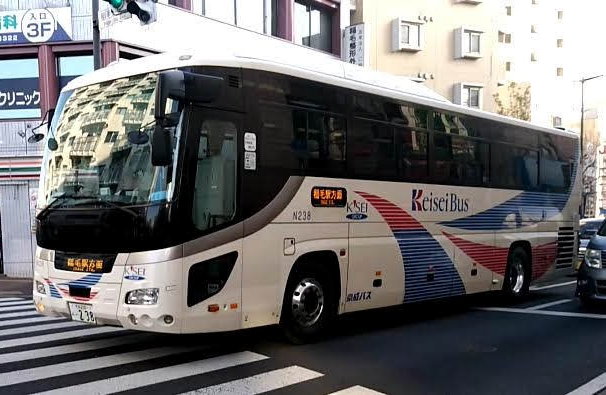
稲毛成田線に充当されるN238号車

- 草野車庫 - スポーツセンター駅 - JR稲毛駅 - 成田空港（千葉内陸バス千代田営業所と共同運行）
  - 2017年12月16日：運行開始。
  - 2019年1月16日：京成バスが運行から撤退し、千葉内陸バス単独運行となる。
  - 2019年3月28日：京成が再参入するが千葉営業所担当となる。またルート変更によりスポーツセンター駅、草野車庫への乗り入れがなくなる。

### マイタウン・ダイレクトバス（ユーカリが丘ルート）
- 四街道ICルート：ユーカリが丘（宮ノ台） - ユーカリが丘駅入口 - 東邦大佐倉病院 - 臼井駅南口 - 染井野南 - 千代田団地入口 - 東京駅八重洲口 - 東雲車庫
- 四街道ICルート：ユーカリが丘（宮ノ台） - ユーカリが丘駅入口 - 東邦大佐倉病院 - 臼井駅南口 - 染井野南 - 千代田団地入口 - 東京駅八重洲口 - 国際展示場駅 - 東雲車庫
- 四街道ICルート：ユーカリが丘（宮ノ台） - ユーカリが丘駅入口 - 東邦大佐倉病院 - 臼井駅南口 - 染井野南 - 千代田団地入口 - 東京ディズニーリゾート
  - 2010年9月1日：ちばグリーンバス・千葉内陸バスの2社で開業
  - 2010年10月18日：ダイヤ改正・京成バス参入（3社共同運行）
  - 2013年7月20日 : 路線再編。千葉北ICルートを廃止。また、土・日・祝日に限り、ユーカリが丘 - 東京ディズニーシー・東京ディズニーランド線を開設。
  - 2019年3月28日：京成バスが運行から撤退。

マイタウン･ダイレクトバス第3弾。当初は、ユーカリが丘地区と東京駅・東雲車庫を臼井・染井野・千代田団地入口経由四街道ICルートと志津駅入口・み春野団地経由千葉北ICルートとの2系統で結んでいた。東雲車庫は、当該路線より新規乗り入れを開始した。都営バスの深川車庫そばにある。一部便では、東京臨海高速鉄道りんかい線の国際展示場駅を経由する。

### 勝田台団地線
- 勝11：勝田台駅 → 三丁目東 → 団地南 → 三丁目西 → 勝田台駅（東回り）
- 勝12：勝田台駅 → 三丁目西 → 団地南 → 三丁目東 → 勝田台駅（西回り）

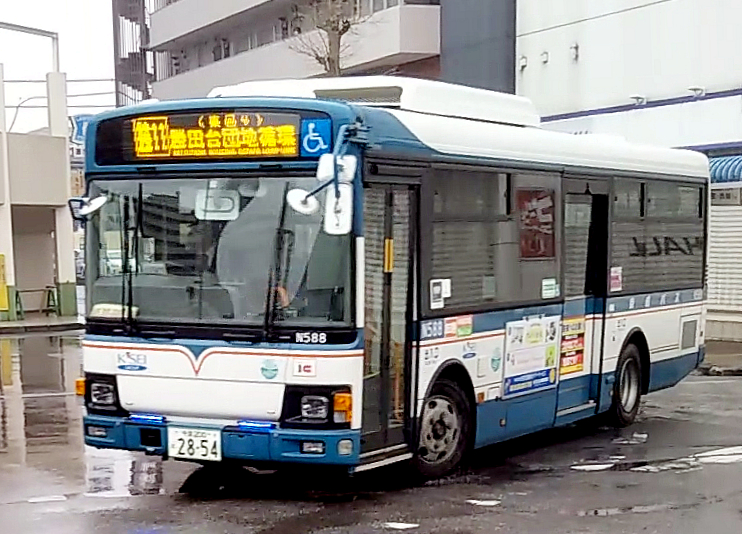
勝田台団地を循環運行するN588号車

- 1970年6月10日：勝田台駅 - 勝田台駅を開通。
- 2020年4月1日：千葉内陸バスみつわ台車庫に移管。

勝田台団地線は、東葉高速鉄道と京成本線が交差する勝田台駅の南口から勝田台団地を循環する路線であり、東回りと西回りがある。勝田台団地は、勝田台駅の南側に広がる戸建て住宅地であるが、駅のすぐそばにあるため、この路線は長沼営業所の中では特に運行距離が短い。この線の千葉銀行前停留所近くには、小さな操車場がある。

### 八千代市コミュニティバス「ぐるっと号」

#### 市営霊園コース
- 米本団地→八千代ふるさとステーション→大学前→八千代市営霊園→小池→神崎→平戸→学園台五丁目→大学前→米本団地

#### 八千代中央駅コース
- 米本団地 - 八千代ふるさとステーション（米本団地発1便と八千代中央駅発最終便のみ通過） - 島田入口 - 睦運動広場 - 睦運動広場 - 睦小学校 - 麦丸本郷 - 城橋台 - 農業会館 - 八千代中央駅

#### 睦小学校通学支援コース
- 睦小学校通学支援コース朝便：米本団地→島田→平戸→神崎→学園台五丁目→小池→大学前→島田入口→睦運動広場→睦小学校→麦丸本郷→城橋台→農業会館→尾崎公会堂→桑橋→睦運動広場→睦小学校
- 睦小学校通学支援コース夕1便：睦小学校→麦丸本郷→城橋台→農業会館→尾崎公会堂→桑橋→睦公民館→島田入口→大学前→小池→学園台五丁目→神崎→平戸→島田→米本団地
- 睦小学校通学支援コース夕2便：睦小学校→麦丸本郷→城橋台→農業会館→尾崎公会堂→八千代西高校→睦郵便局→睦公民館→島田入口→大学前→小池→学園台五丁目→神崎→平戸→島田→米本団地
  - 土休日・春休み・夏休み・冬休みを除く平日のみ運行

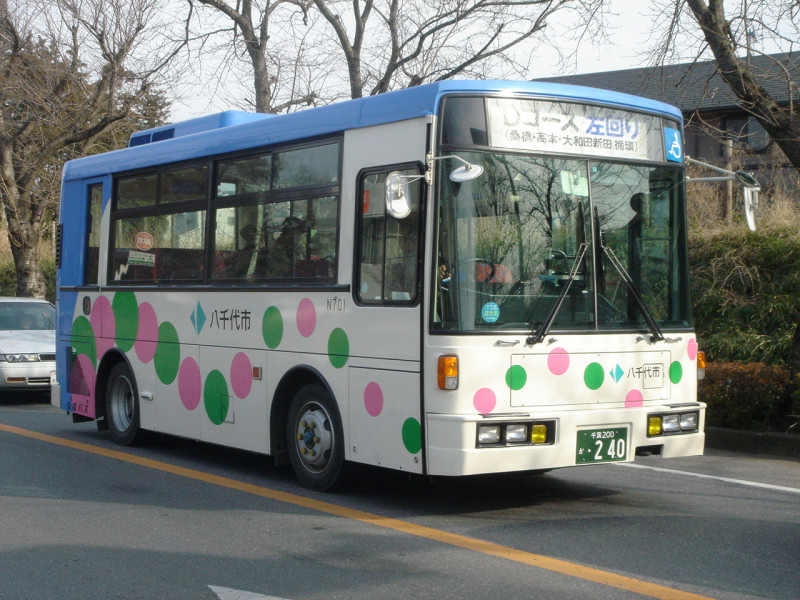
ぐるっと号

2012年12月22日をもって当営業所から習志野出張所に移管。その後、2014年7月31日まで車両の管理と運用を京成バス、東洋バス両者が行っていたが、同日をもって多くの路線が廃止された。現在残っている八千代台コースは習志野出張所が担当している。

## 車両
長沼営業所は草野車庫、花見川車庫で基本的な車両メーカーが異なるという特徴を持っていた。長らく、草野車庫では日野自動車
製車両を基本に配置してきたのに対し、花見川車庫は元々佐倉営業所の管轄で、同所の田町車庫と同じくいすゞ自動車製車両を基本に配置してきた。現在でも長沼営業所は日野車が主力である。かつての花見川車庫も、車両配置のなくなる直前の時点では日野車が配置されたりするなど、車種構成に変化が生じていた。車両不足時や検査時などに、草野車庫配置車両が花見川車庫に貸し出されたり、その逆が行われることがあった。
他の営業所等と比べ、ワンステップ車などの比較的古い車両が多く在籍しているが、最近ではノンステップの新車なども導入され始めている。
かつては3扉車も多数在籍していたが、現在は2扉で中扉を4枚折り戸または一般的な引き戸としたワンステップ車、引き戸のノンステップ車が主力である。
現在は旧花見川車庫から習志野出張所に転属した車が戻ってきたり、各営業所からの転入で、いすゞ車もそこそこの所帯となっている。
非常に珍しい例として、いすゞ・ジャーニーJが千葉中央バスカラーのまま、N130として花まわる号専用で運用されていた。
その他、マイタウン・ダイレクトバスに使用する車両として、日野・セレガなど高速用車両が配置されている。また、廃車されたバスは、関東鉄道バスや、千葉内陸バス、ちばレインボーバスなど主に京成グループに譲渡もされている。